# Saurer

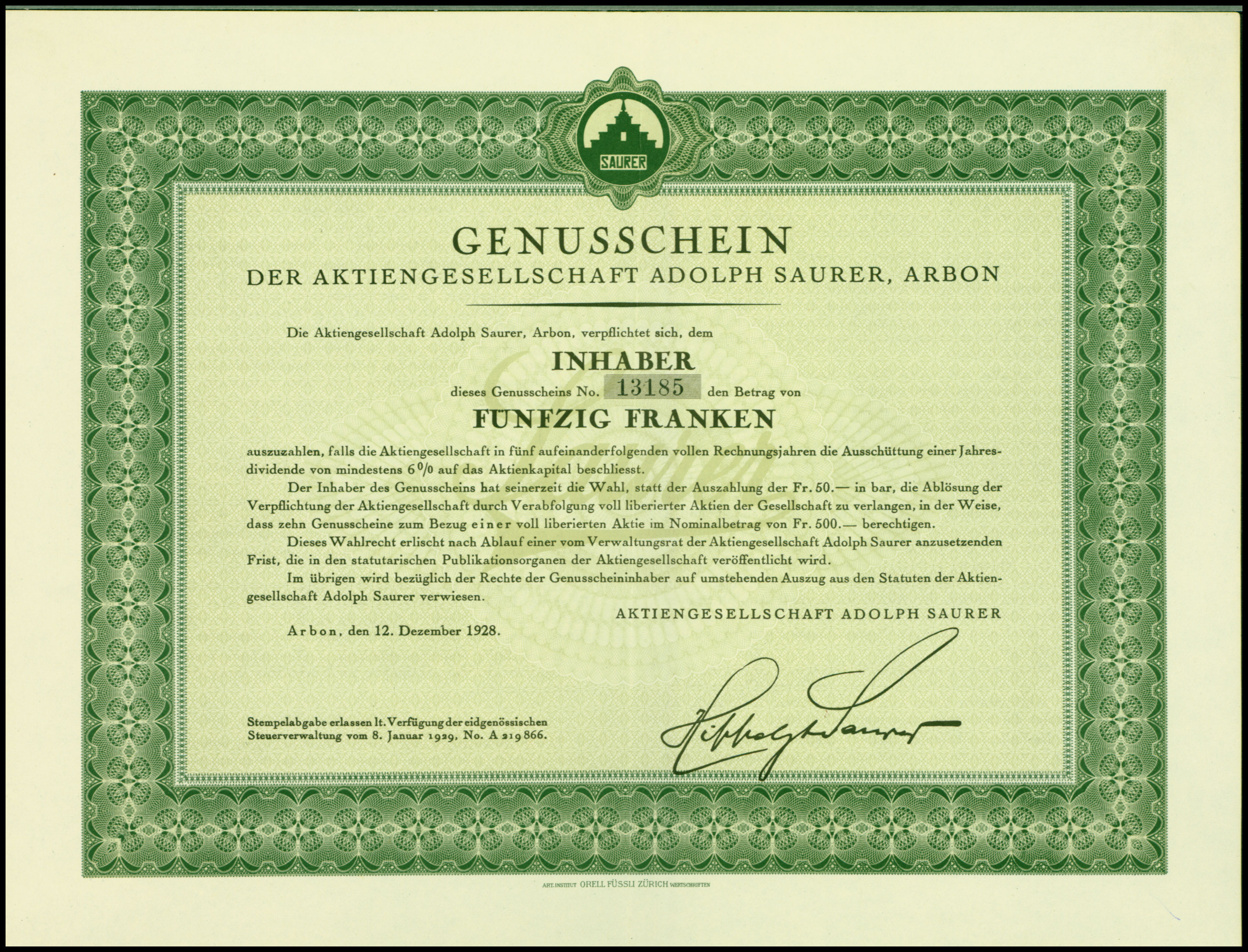
Bon de jouissance de l'Adolph Saurer AG en date du 12 décembre 1928.

 Saurer AG (anciennement Adolph Saurer AG) est une entreprise suisse fabriquant des machines textiles, auparavant aussi constructeur de camions et autobus.

## Histoire

### Les origines
En 1853, Franz Saurer crée une entreprise de fonderie à Saint-Georgen près de Saint-Gall en Suisse. L'entreprise déménage à Arbon en 1862 et commence, une année plus tard, à développer des machines à broder. En 1888, Saurer fabrique ses premiers moteurs à essence, destinés à l'industrie, comme génératrice mais aussi pour la production agricole. En 1896, la société produit sa première automobile, mais Saurer délaisse ce créneau au début du XXe siècle, pour ne construire que des autobus et des camions. De 1898 à 1901, il y a une collaboration entre la Société des Automobiles Koch Frères et Saurer,.

### Le développement international
À la mort du fondateur, ses fils Adolph Saurer et Julius Emil Saurer prennent la direction de l'entreprise. En 1903, un camion de 5 tonnes et de 30 chevaux à soupapes latérales opposées est lancé. Trois ans plus tard, ce modèle est équipé de pneus pleins en caoutchouc. En 1905, des camions de 1,5, 2,5 et 3 tonnes apparaissent. À cette époque, les véhicules Saurer gagnent de nombreux prix dans les concours internationaux en Europe.

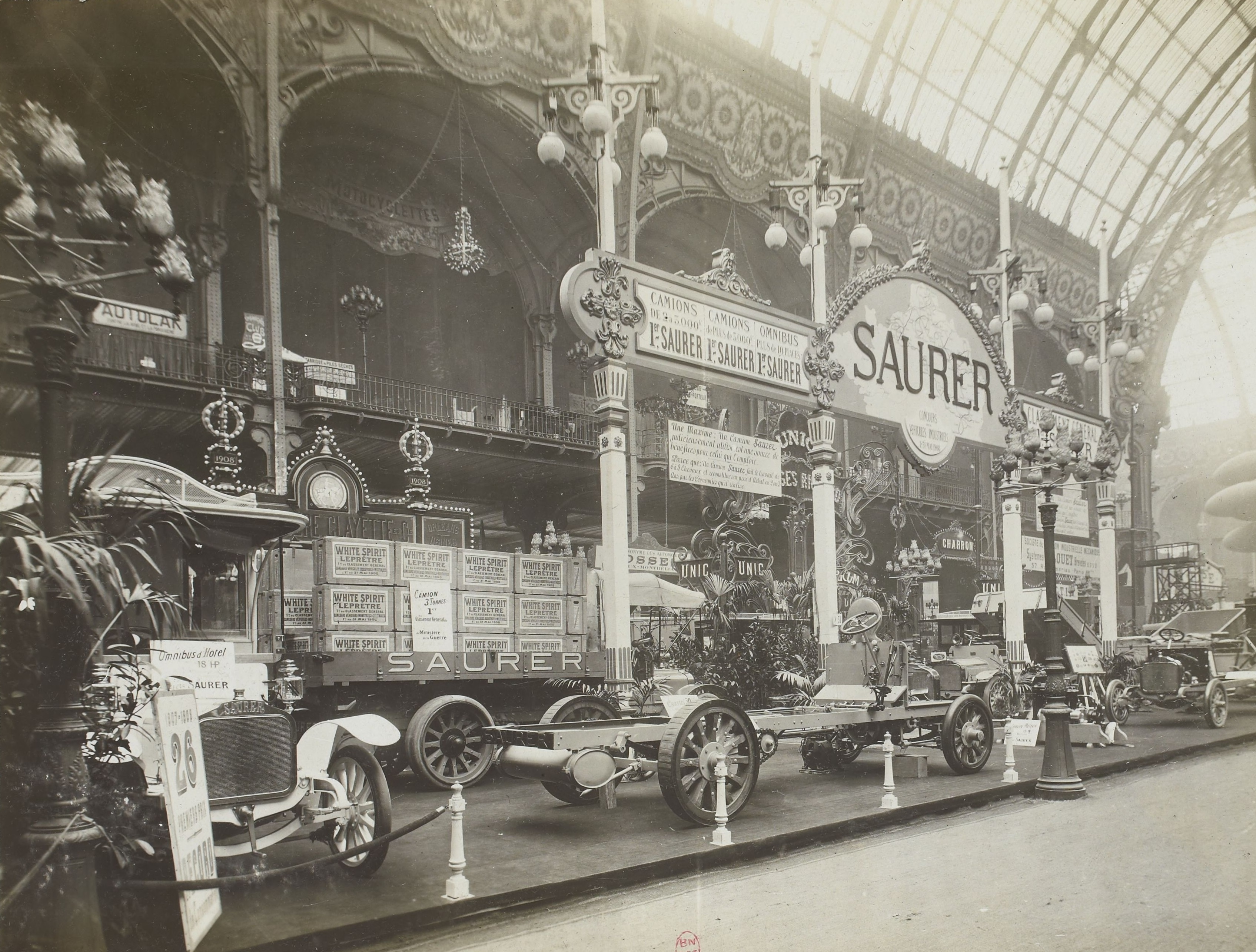
Stand Saurer, au Salon des véhicules industriels de décembre 1908.

En 1906, le constructeur Saurer Autriche (Österreichische Saurerwerke) à Vienne-Simmering accède à une licence pour la conception et l'exploitation de camions, la Saurer AG restant actionnaire majoritaire.

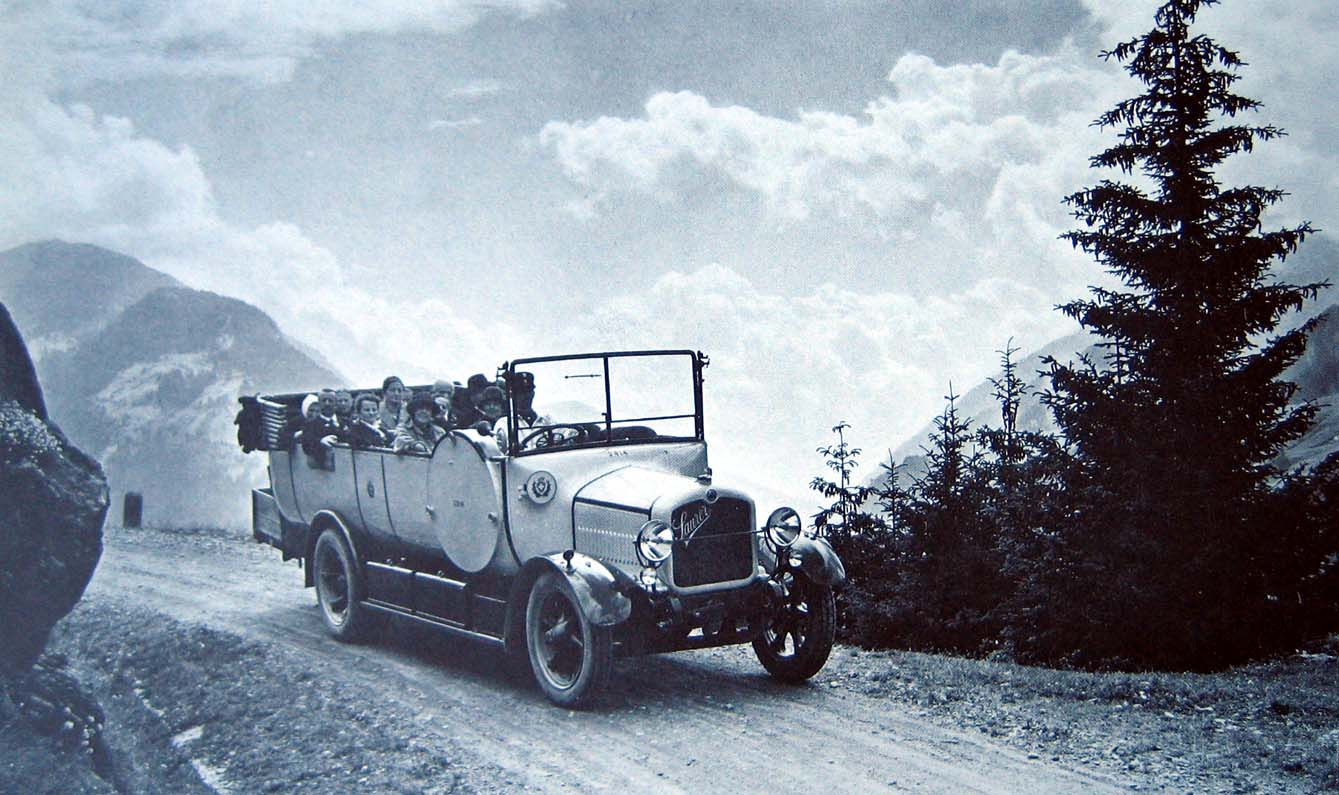
Un car alpin Saurer sur la route du col du Saint-Gothard en 1930.

En 1909, Safir Co. à Zurich achète une licence pour construire des camions Saurer et construit le premier moteur Diesel haut régime. Des usines d'assemblage sont installées en Allemagne et en France (Saurer France SA, 1910) pour ces marchés (l'usine de Suresnes emploie plus d'un millier de personnes). Ventes de véhicules de Suresnes : 1910 à juillet 1914 un total de 911 véhicules. Tous les Saurer en France au 01.01.1914 (voir lien). D'août 1914 à juin 1918 un total de 3460 véhicules. 1910 à 1926 un total de 10 000 véhicules. En 1949, Saurer France avait produit 691 camions et 34 Autobus. En 1953, 524 véhicules ont été fabriqués. En 1955, 528 véhicules ont été produits. En parallèle, la compagnie Mack Trucks obtient l'autorisation de construire des camions Saurer, pour l'Amérique du Nord jusqu'en 1918 où l'accord prit fin.
En 1911, un camion Saurer cinq tonnes traverse à pleine charge l'Amérique du Nord. Il est le premier véhicule a réaliser cette traversée continentale.
Environ 4 000 camions légers à transmission par cardan et camions lourds à transmission par chaînes ont été construits entre 1904 et 1915. Cette production et les innovations qui l'accompagne ont permis à Saurer de remporter 48 prix et médailles à des concours internationaux entre 1907 et 1912.
En 1915 débute la construction sous licence des véhicules chez MAN. Ce sont les premiers camions fabriqués par la firme allemande. La licence durera jusqu'en 1918 et deux ans plus tard, MAN introduit sur le marché des camions sous son propre nom. De 1915 à 1918, environ 900 camions ont été produits sous licence chez MAN. Un camion Saurer cinq tonnes transporte une pièce de fonderie pesant 13 tonnes sur le Mont Wilson en Californie pour la réalisation du plus grand observatoire astronomique du monde.
En 1920, à la mort d'Adolph Saurer, c'est son fils Hippolyt (1870-1928) qui prend la direction de l'entreprise. En 1929, Saurer achète son rival suisse Berna AG d'Olten et propose, deux ans plus tard des 2, 3, 4, et 5 tonnes. Dans la même période, et jusqu'en 1937, la compagnie  fabrique quatre modèles en Angleterre sous le nom de Armstrong-Saurer, à Newcastle upon Tyne dans une usine qui appartient à Sir W. G. Armstrong Whitworth. Les modèles de base étaient : 
- le Defiant, avec un moteur diesel de 4 cylindres,
- le Dauntless avec un moteur diesel 6 cylindres,
- le Dominant avec trois essieux,
- le Samson avec quatre essieux, boîte de vitesses surmultipliée et freins à air comprimé.

En 1925, Saurer avait une concession automobile au Brésil.
Assemblage sous contrat pour Chrysler 1934
En 1934, un nouveau camion, du nom de Type C est inauguré. Ce modèle, à capot et cabine avancée, permet de transporter des charges allant jusqu'à 10 tonnes et sera produit jusqu'en 1963. En 1937, juste avant l’Anschluss de l'Autriche par l'Allemagne nazie, Saurer se sépare de sa filiale à Vienne. Pendant cette période, le Sd.Kfz. 254 (Sonderkraftfahrzeug 254), un véhicule de reconnaissance à traction intégrale, fut conçu et développé pour l’armée autrichienne (Bundesheer) qui a par la suite été intégrée dans la Wehrmacht. En 1938, la compagnie présente des véhicules tout-terrains à vocation militaire destinés au transport de pièces d'artilleries.

### La Seconde Guerre mondiale
En tant que motoriste, Saurer produisit durant la guerre plusieurs modèles de moteurs Hispano-Suiza 12Y jusqu'au 12Y-51 pour équiper les Morane-Saulnier fabriqués en Suisse pour les Troupes d'aviations suisses. Le 12Y-31 fut produit sous licence pour équiper les Morane-Saulnier MS.406H/D-3800. Le moteur Hispano-Suiza 12Y-51 de 1 050 ch fut installé sur le MS.412/D-3801.
Un développement local, le Saurer YS-2 de 1 250 ch, vit le jour pour équiper le MS.450/Doflug D-3802. Il devait beaucoup aux premiers prototypes du 12Z.
Un dernier dérivé est construit en 1944, le moteur Saurer YS-3 de 1 450 ch et installé sur le prototype Doflug D-3803.
Avant et au cours de la Seconde Guerre mondiale, la firme développe également des camions militaires pour l'Armée suisse avec des configurations d'essieux : Saurer M4 4x4, Saurer M6 6x6, et Saurer M8 8x8.
Durant la Shoah, des camions de Saurer Autriche (détaché de Saurer Suisse depuis 1937) de type BT 4500 et 5 BHw ont servi à gazer des victimes de Nazis, des modèles spécialement transformés à cette fin (Gaswagen) ayant été livrés à l'armée allemande par la Firme Gaubschat à Berlin,,. Sur le site de l'usine à Vienne se trouvait l'un des sous-camps de Mauthausen-Gusen. Un autre camp de ouvriers forcés était situé dans le château de Neugebäu.

### Après-guerre

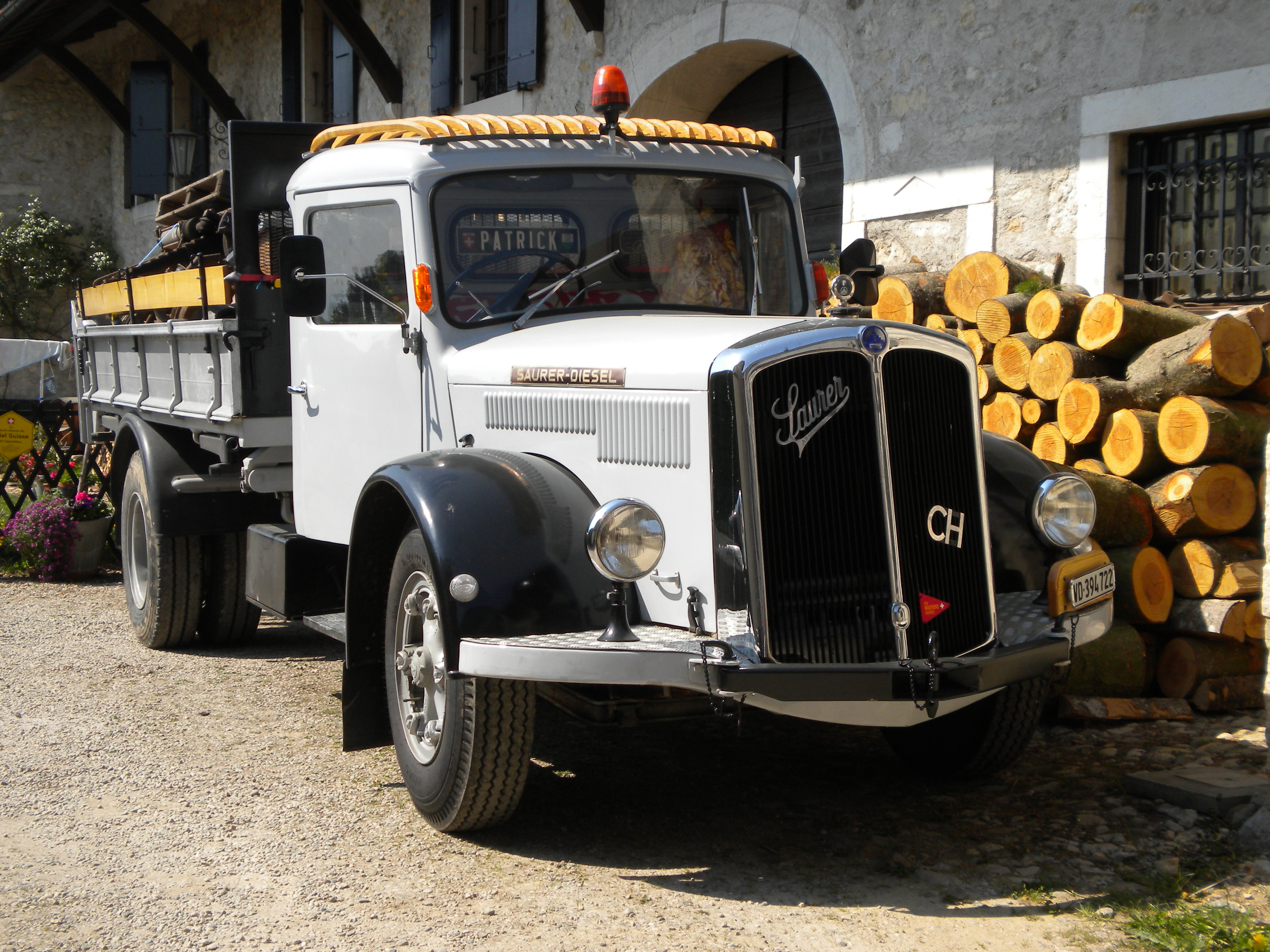
Camion Saurer.

En 1946, Saurer construit des autobus type 6H et 4ZP avec moteur latéral ou en position arrière et d'une transmission à quatre rapports. Dès 1952, Saurer présente un moteur suralimenté avec un compresseur à vis.
Au milieu des années 1950, les nouvelles dispositions règlementaires ajoutées à la demande des utilisateurs de disposer de moteurs plus puissants et moins bruyants, imposent de concevoir des nouveaux moteurs. Ce sera les type DC et DCU dont la puissance variera de 160 à 210 Ch.
En 1956, Saurer, vend son usine française, dont la production est à peine de 528 véhicules annuels (en 1956), à Simca qui la fusionnera dans Unic pour former sa division "Véhicules industriels" baptisée Simca Industries. La gamme Saurer France restera en fabrication jusqu'en 1957.
En 1957, à l'aube de l'implantation de l'industrie automobile au Brésil, le constructeur autrichien (Österreichische Saurerwerke AG) a décidé d'y installer une unité de fabrication.
En 1959, une nouvelle gamme est proposée du nom de Type D, avec deux châssis de base le 20 et le 50, des configurations avec moteurs diesel de 120 et 240 chevaux, toutes roues motrices sont offerts. En 1974, un porteur du nom de 5DF en configuration 8x4, est lancé.
En 1971, Saurer lance son moteur D1KT de 310 Ch. Un turbocompresseur remplace au grand regret des chauffeurs le compresseur à vis.
En 1972, Saurer abandonne la construction de bus. Pour des questions de rationalisation, elle cesse d'utiliser ses propres boîtes de vitesses au profit de boîtes ZF.
En 1973, le moteur D1KT est amélioré pour atteindre 330 CV, c'est le D2KT.
En 1974, Saurer reprend la fabrication d'autobus en étroite collaboration avec le constructeur britanno-danois Leyland-DAB (da).
L'année 1976 voit l'arrivée des camions modèles D180 et D230, les deux en 4x2, ainsi que les D290, et D330, de 4x2, 6x2, 6x4 et 8x4.
En 1978, les liens avec Leyland-DAB se faisant plus mince, Saurer réalise avec les PTT le car postal du type RH. Le moteur D4KT-B, dont le couple et la puissance sont atteints à un régime abaissé de 200 tr/min, est présenté.
En 1982, à la surprise générale, la direction générale du groupe Saurer annonce qu'elle va arrêter la fabrication de camions. Toutes les commandes anciennes seront honorées mais les véhicules seront construits par la nouvelle société NAW. Les deux plus importants fabricants suisses de camions, Saurer et FBW de Wetzikon s'associent pour former NAW. 
Deux ans plus tard, la société est dépecée. Le centre de recherche Saurer Motorenforschung d'Arbon est repris par IVECO, avec qui Saurer a toujours été très lié, tandis que les ateliers de montage sont rachetés par Mercedes-Benz. Le dernier camion civil sortira d'usine le 8 décembre 1983 et le dernier véhicule militaire 10DM le 27 février 1986.
À partir de 1982, Saurer AG poursuit ses activités dans la seule fabrication de métiers à tisser. La société a été une première fois rachetée en 2006 par le groupe suisse OC Oerlikon, lui-même repris en juillet 2013 par le groupe chinois Jinsheng. Toutes les marques sous lesquelles les métiers à tisser Saurer (rebaptisée SAURER en majuscules) Schlafhorst, Zinser, Allma, Volkmann, Jinsheng & Saurer Embroidery, ainsi que les composants Accotex, Daytex, Fibrevision, Heberlein, Temco & Texparts, sont maintenues.

## Véhicules

### Camions
- Camion 0 (1903) 5t[28],[29]
- A-Type (1918), environ 2 700 camions construits[30],[31],[32],[33]
  - Camion-citerne (1923)
  - 2A [34]
  - 3A
  - 4A
  - 5A
- B-Type (1926), environ 2700 châssis construits
  - 2BH (1925)[35],[36]
  - 3B à 5B (1928), avec moteurs 4 et 6 cylindres BR, BN et BL d’une puissance de 60 à 100 CV
  - 3BH[37],[38]
  - 4BH[39]
  - 5BH[40]
  - 5BL/5BLD[41],[42],[43]

- - LC-2[44]
- C-Type (1934), environ 22 000 camions construits
  - Saurer 1CRD, camion construit en 1936 par la filiale française Saurer de Lyon,
  - Saurer 2C[45]
  - Saurer 4C
  - Saurer 4M et 6M (1938), véhicules tout-terrain à essieux pendulaires, destinés à la traction de pièces d’artillerie
- D-Type (1959), châssis de type 20 et 50, moteurs diesel de 120 ou 240 chevaux
  - 2D, 3D, 5D avec moteur D2KT-B 280 cv, (et 5DU, 5DCS) 2DM et 5DM[46](chiffre = selon le châssis et le poids, M = toutes roues motrices)
  - 4 DM, 4DF camion-citerne (1976)
  - 2DF, S2DF (tracteur a sellette) et 5DF[47],[48](5DF 6x4 (1973), 5DF 8x4 (1974))(chiffre = selon le poids en charge)[49]
- Saurer/Berna/OM Type 35[50]
- Saurer/Berna/OM Type 50
- Saurer/Berna/OM Type 65
- Saurer/Berna/OM Type 75
- Saurer/Berna/OM Type 90
- Saurer/Berna/OM Type 100 (1971) Italie[51]
- D180 et D230 4x2 (1974)[52]
  - D 180 F (camion nacelle)
  - D 230 BN (camion pont-basculant), D 250F
- D290 et D330 4x2, 6x2, 6x4[53] et 8x4 (1974)
  - D250 BF 4x4 avec moteur D3KT-B, D290 BF 4x4 avec moteur D3KT-B, D330 BF 4x4 avec moteur D4KT-B (B = Bison (high torque rise), F = cabine avancée à traction intégral) (1982)
  - D 290 F, D 290B  (version cabine museau en camion pont-basculant), D 290 BFD, D 290N (pont-basculant)
  - D 330 N[54], D 330 B, D330 BN

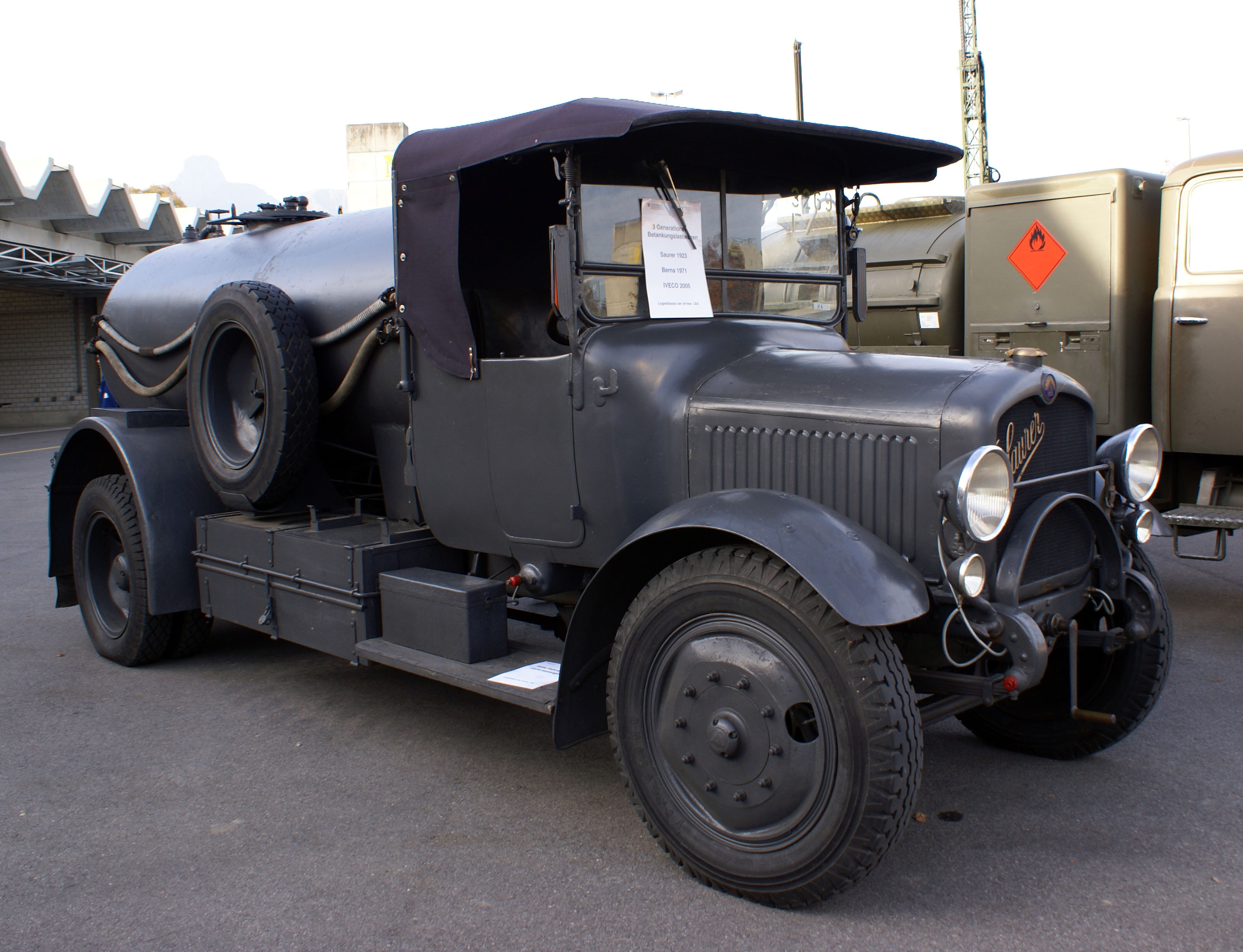
Camion-citerne de 1923.
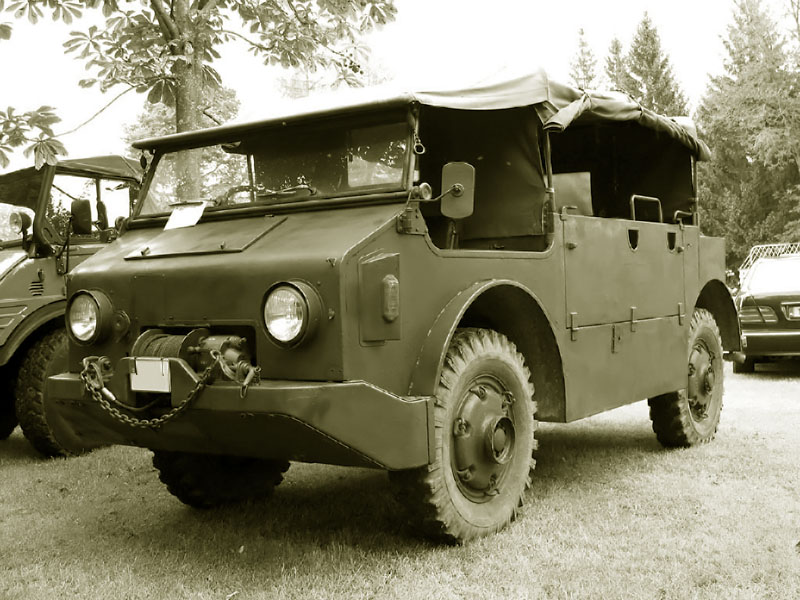
Saurer MH4 4x4 (1954).
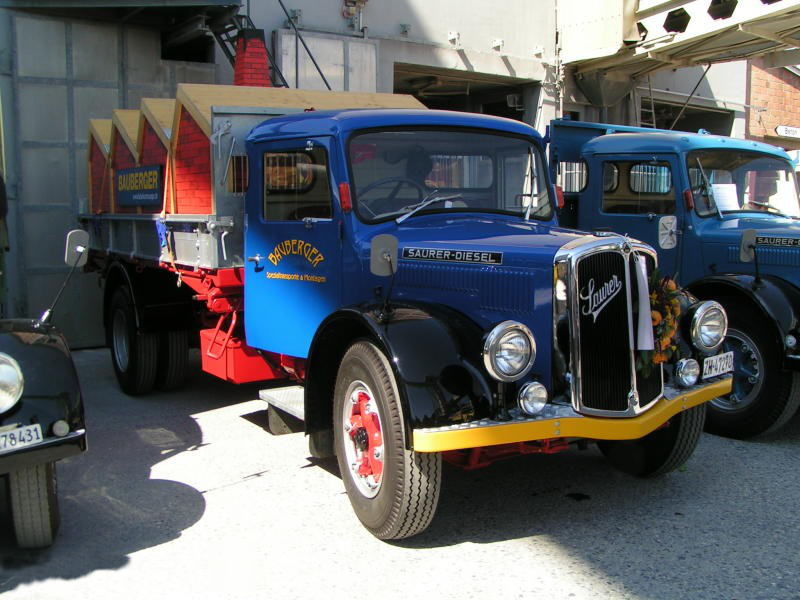
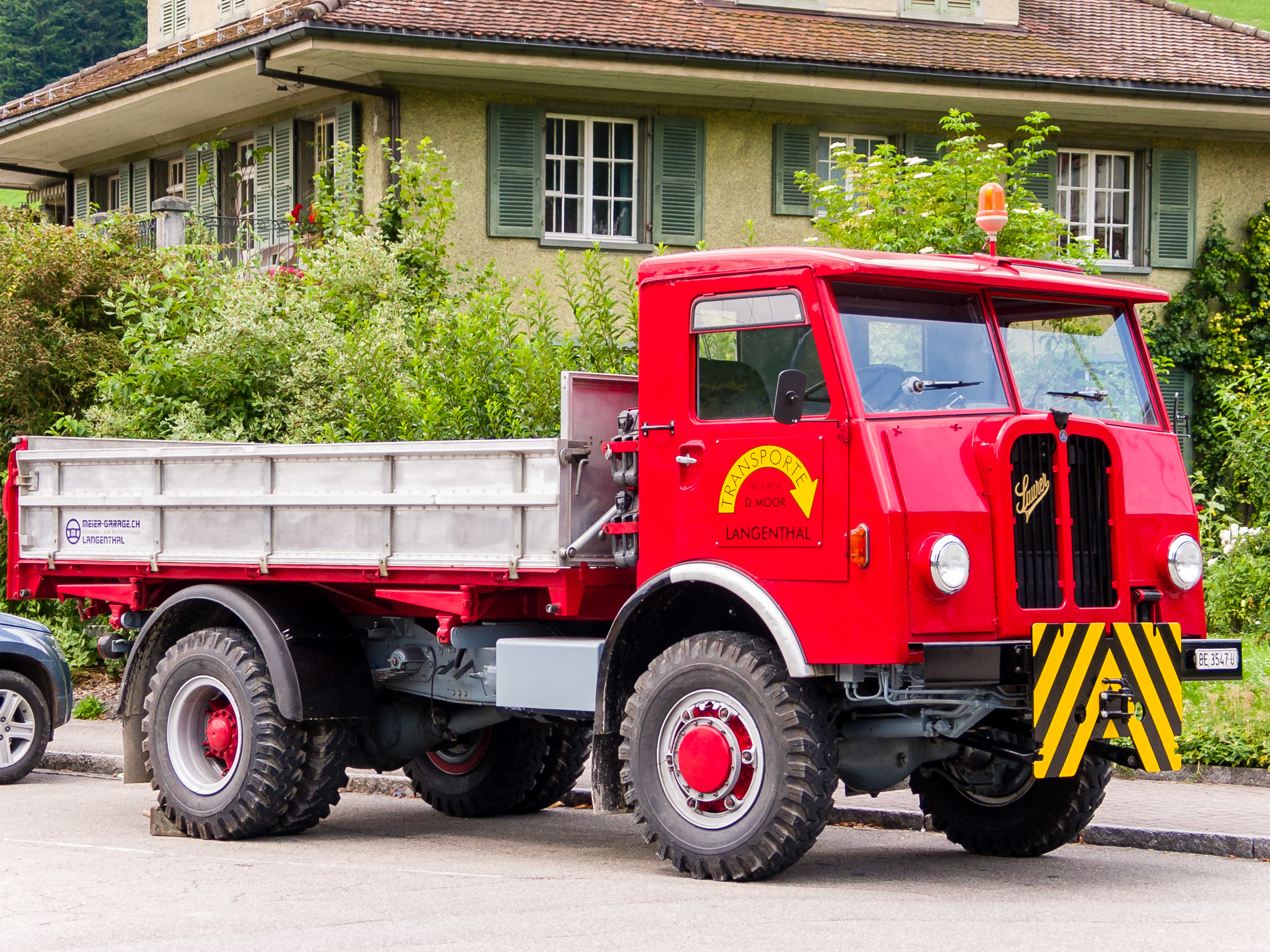
Saurer 5 CM.
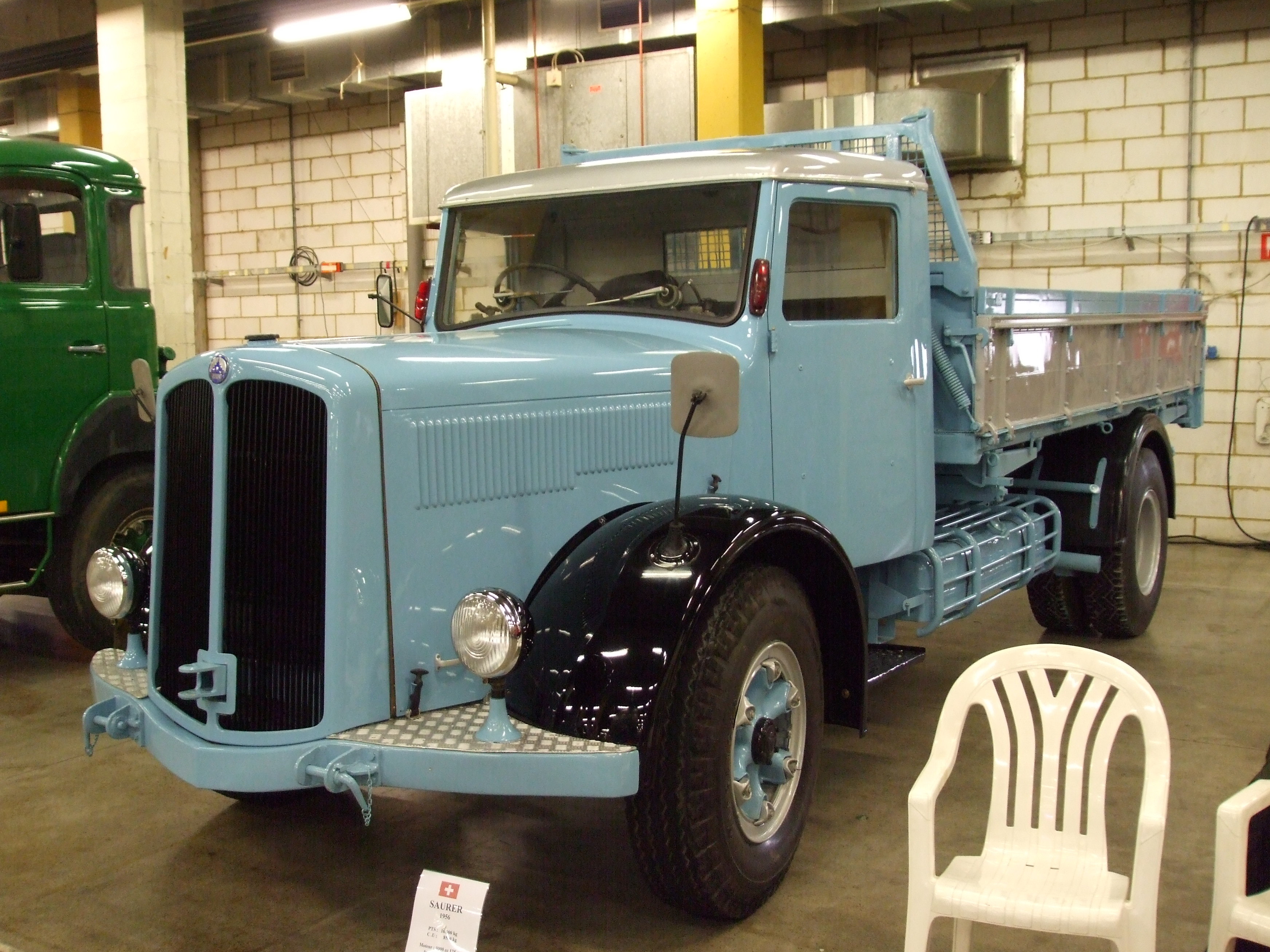
Saurer 1956.
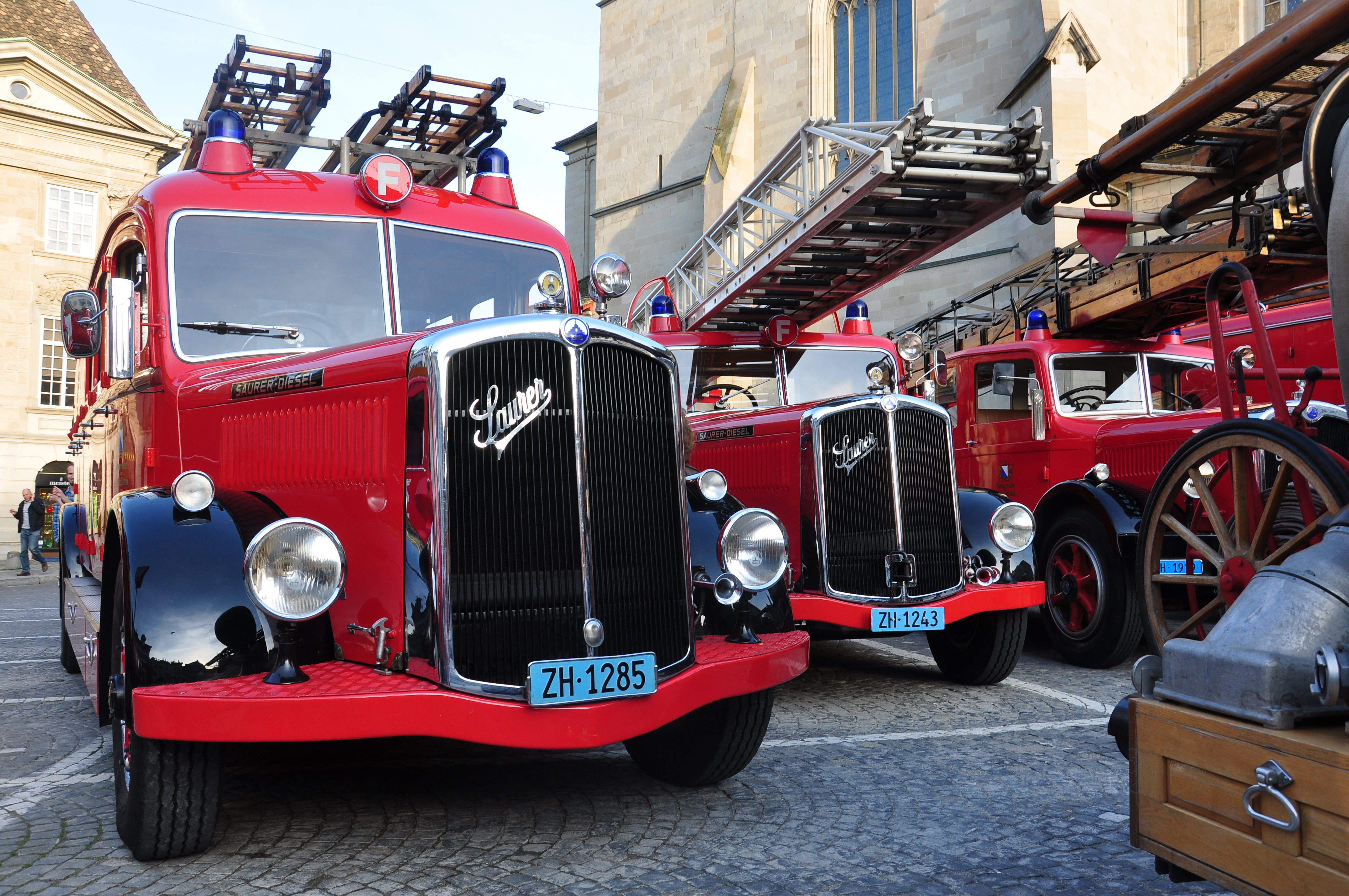
Camions Saurer des pompiers de Zurich (2011).
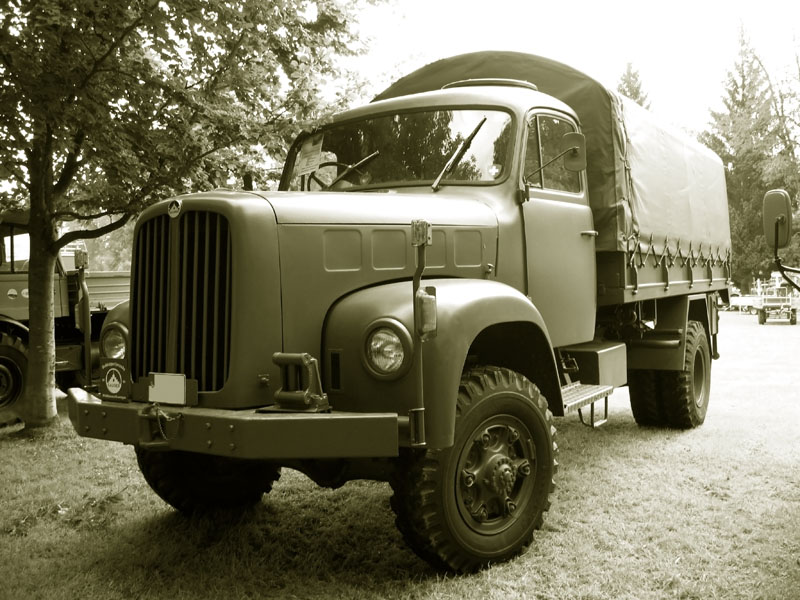
Saurer 2DM 4x4 Mittlerer Lastwagen  (1964).
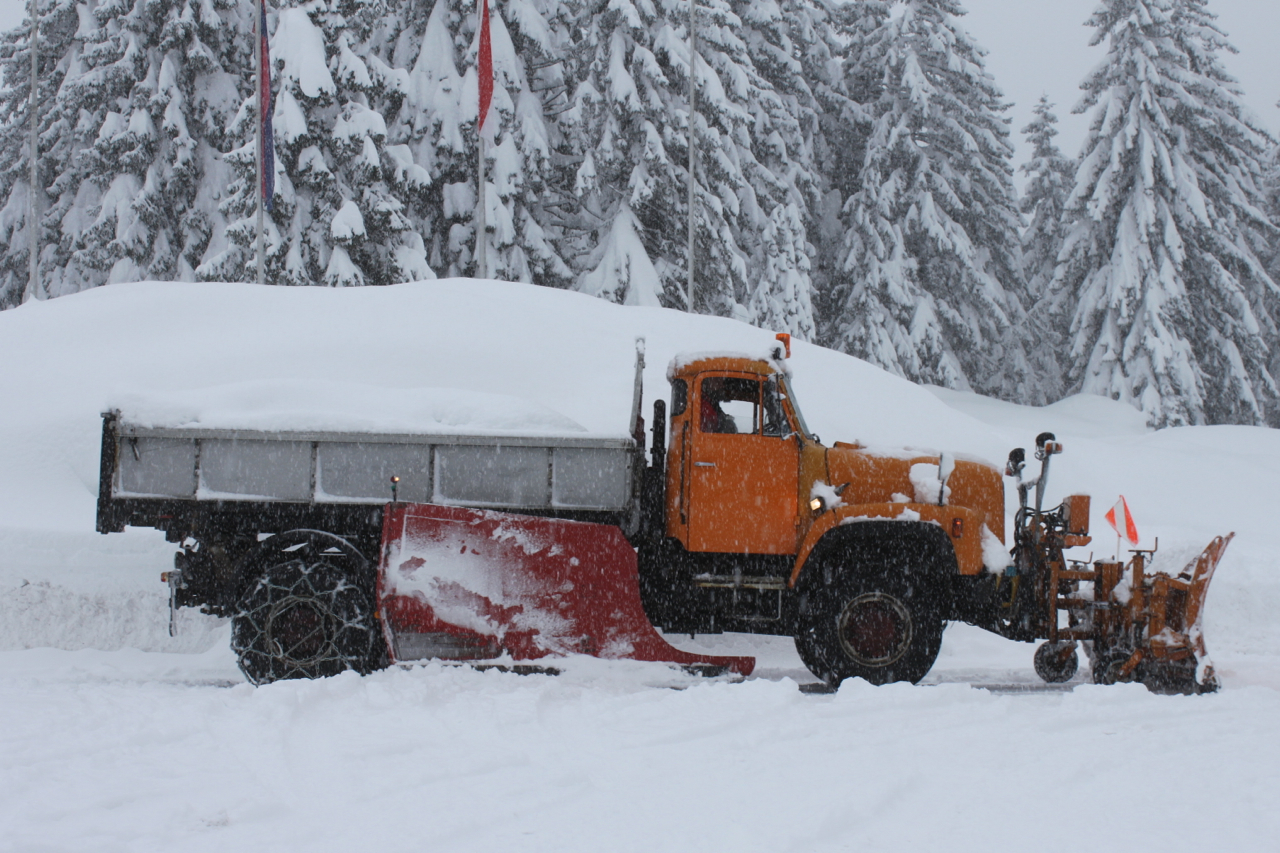
Saurer D290? (2014).
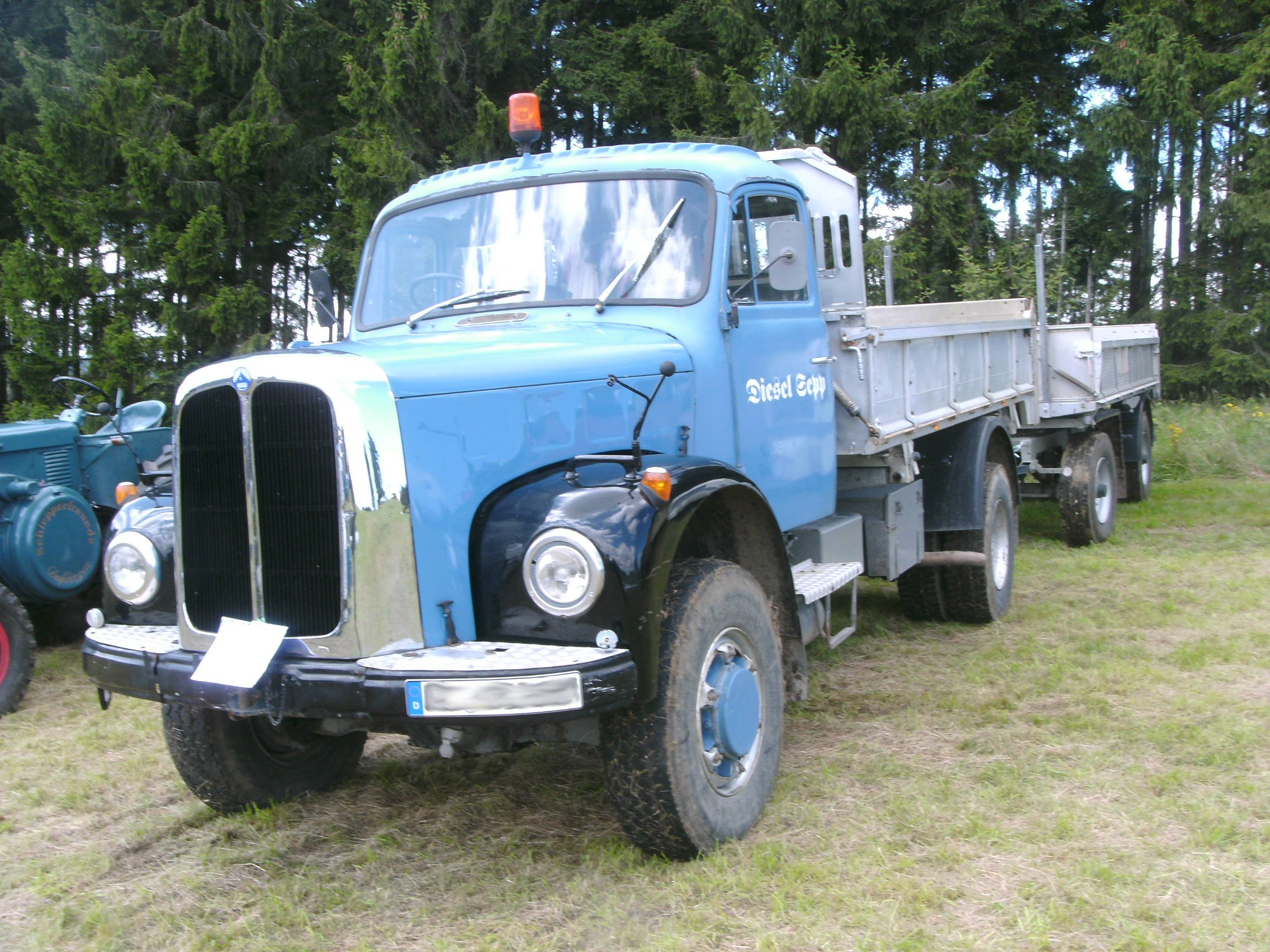
Saurer 270 PS de 1971 (2012).
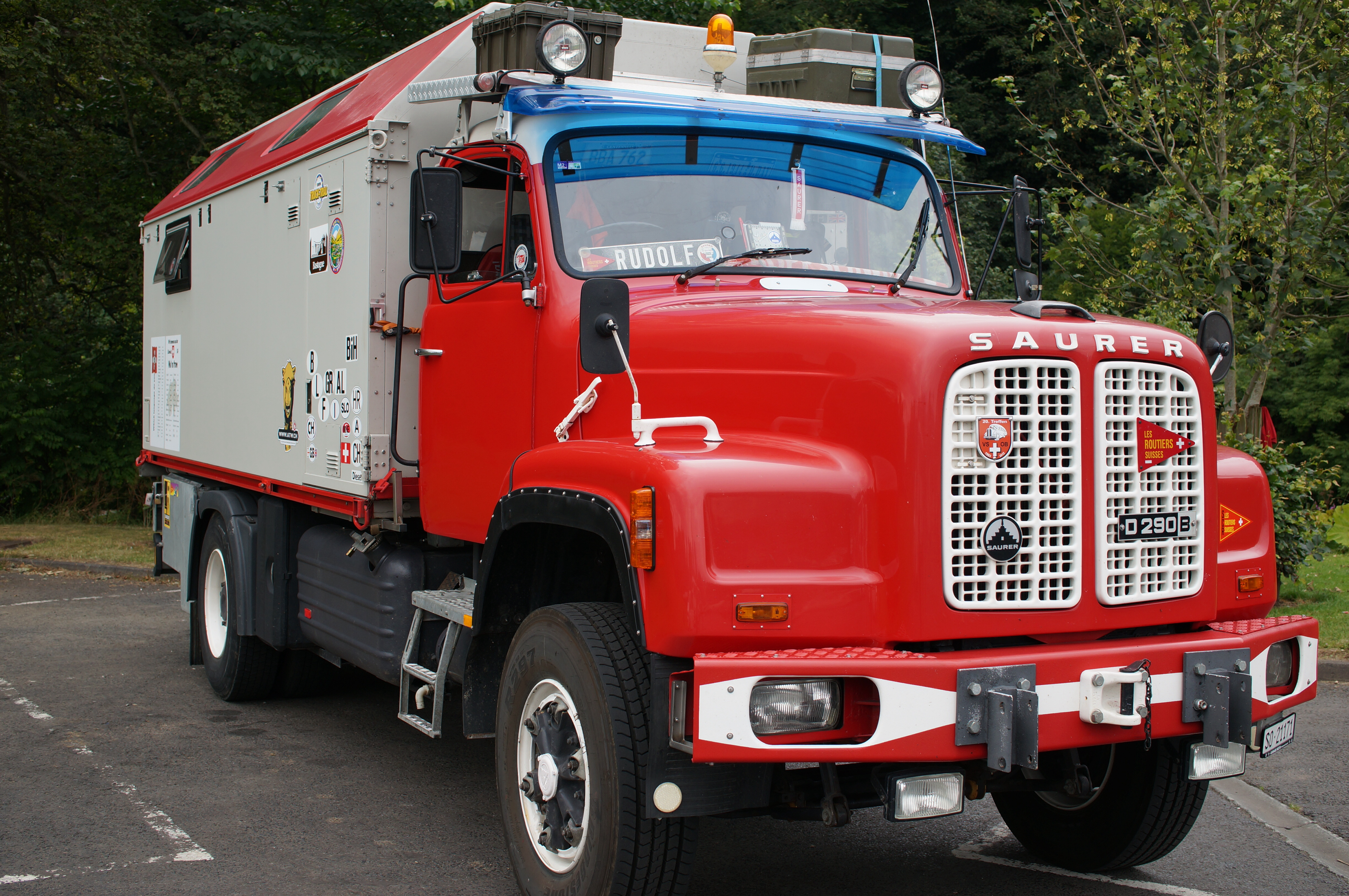
D 290B (2014).
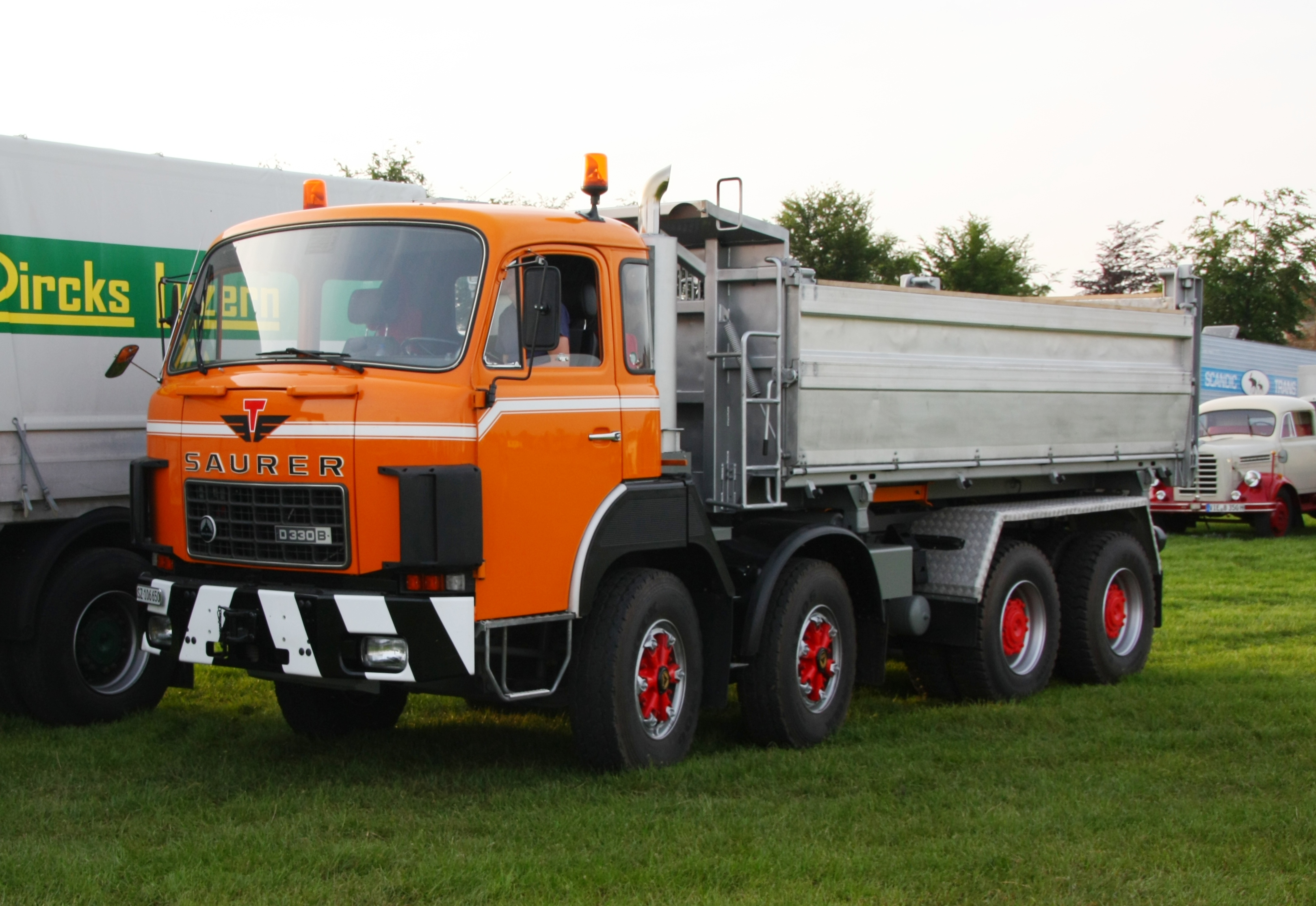
Saurer D 330B 8x4, sur le marché en 1976 (2011).
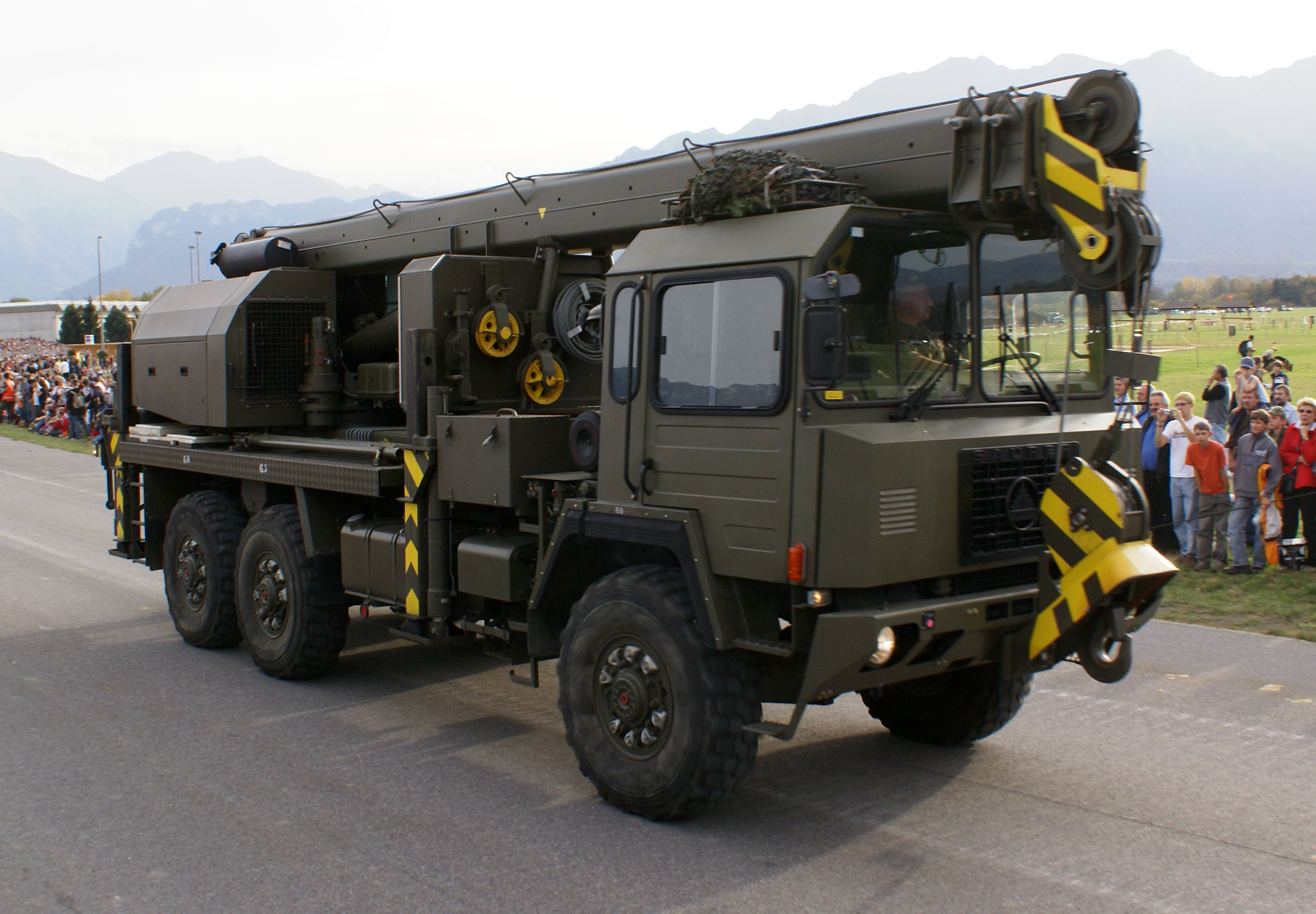
Saurer 10DM 6x6 (2006).
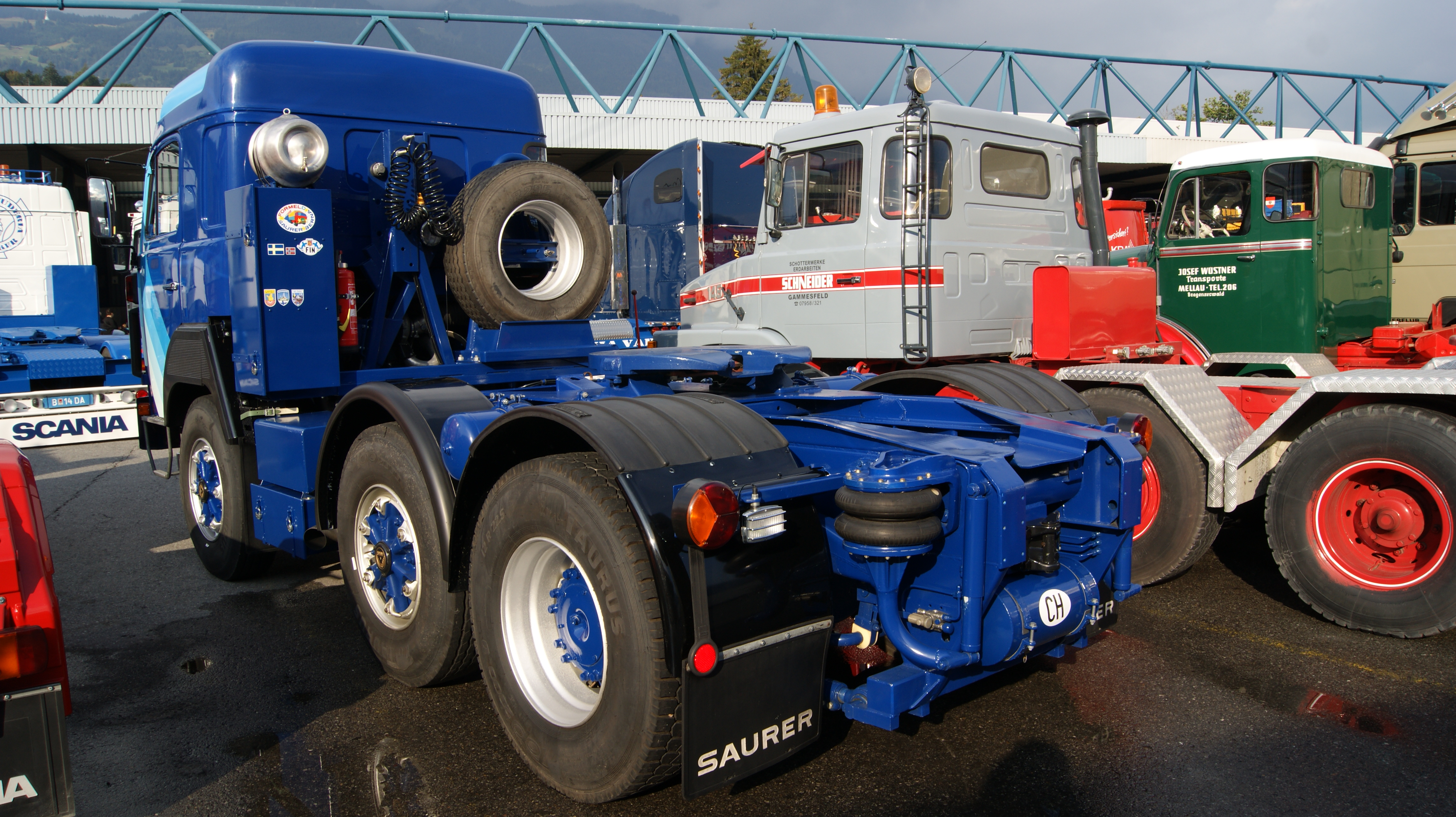
Saurer D330.
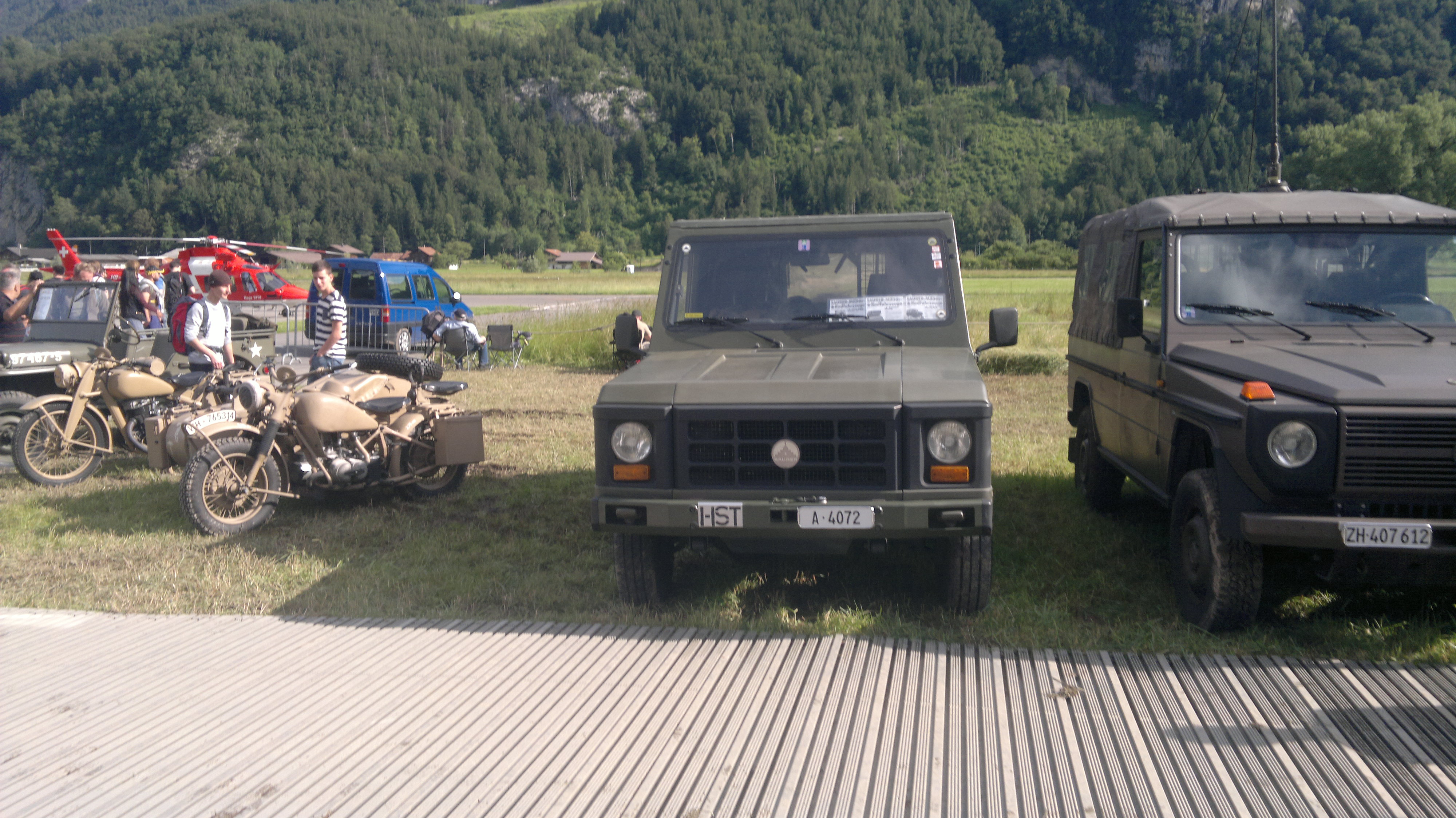
Saurer F006.

### Tracteur
- Saurer Zugwagen[55]
- Saurer Schneeschleuder[56]

### Voiture de tourisme
- Voiture de tourisme. Premier essai routier le 24 novembre 1904[57],[58],[59]

### Autobus
- Saurer Bus La Poste Suisse (1907)[60]
- Saurer Autobus Autriche (1907)[61]
- Saurer Gesellschaftswagen (1912)[62]
- Saurer 3TC (1913)[63],[64]
- Type A[65],[66],[67]
  - Saurer 2A
- Type B[68]
  - 2BHP, 3BHP et 3BHPL (1925)[69],[70],[71]
  - 2BNP[72]
  - 4BLPO[73]
  - 5BL, 5BLD[74],[75]
  - Saurer BUD (1934)[76]
  - Saurer AD
- Type C, environ 1000 bus construits[77]
  - Saurer Hess 1C (1935)[78]
  - Saurer Hess 2C[79]
  - 3 C-H (H = Hochsitzer (cabine avancée)), moteur CT1D à 6 cylindres[80], 105 CV, 1 exemplaire en 1937
  - Saurer 4H
  - Saurer 6H (1946), bus à grande capacité[81]
  - Saurer 4ZP (1946), bus à grande capacité[82]
  - Saurer S4C (1948)[83]
  - Saurer 3CT-1DA (1949)
  - Saurer 2H-Reisewagen (1952)
  - Saurer N2C Alpenwagen II (1954)
  - Saurer L4C Alpenwagen IIIa (1953?)[84]
- Type D:
  - Saurer 3DUR (D = moteur type D, U = Unterflur (sous-plancher), R = Rechtslenker (conduite à droite))
  - Saurer 3DUX Alpenwagen (1955) (X = châssis en forme de X)
  - Saurer 5DUP (P = Plattform (bus urbain avec plateforme arrière))[85]
  - Saurer 3DUK-50 (1968-1973)(K = Kurswagen (voiture de ligne)), 2,3 mètres de large
  - Saurer 5DUK , 2,50 mètres de large[86]
- Saurer RH (1978), réalisé avec les PTT (R = Reisewagen (car de tourisme))
- Saurer RH 525-23 Postkurswagen Typ IV (1978) (longueur mini = I ; 7,5 m = II ; 9,5 m = III ; 10,5 m = IV ; 12 m = V ; > 12 m = VI ; VII = bus à grande capacité)[87]
- Saurer RH 580-25 (1980), notamment pour la poste, (carrosserie Hess, Lauber ou Tüscher)[88]
- Saurer 5K (1981), également une version magasin Migros
- Saurer SLK (SL = Saurer-Leyland)
- Saurer SL (1974)[89]

Liste des Saurer Autobus postaux suisses PTT et PAH 1970-1979 (Année de construction)
| Année | Type                    | Moteur  | Total |
| ----- | ----------------------- | ------- | ----- |
| 1970  | L4C                     | CT2D    | 9     |
| 1970  | 3DUK                    | D1KU    | 26    |
| 1970  | 5DUK                    | D1KU    | 13    |
| 1971  | 2DH                     | CT2D-Lm | 1     |
| 1971  | S2DFK                   | CT5D    | 2     |
| 1971  | 3DUK                    | D1KU    | 23    |
| 1971  | 5DUK                    | D1KU    | 19    |
| 1971  | 5GUK-A                  | D1KUL   | 1     |
| 1971  | 5GUK-A                  | DCUL    | 1     |
| 1972  | 3DUK                    | D1KU    | 35    |
| 1972  | 5DUK                    | D1KU    | 7     |
| 1972  | 5GUK-A                  | D1KUL   | 2     |
| 1973  | 3DUK                    | D1KU    | 40    |
| 1973  | 5DUK                    | D1KU    | 2     |
| 1973  | 5GUK-A                  | D1KUL   | 5     |
| 1974  | 5GUK-A                  | D1KUL   | 1     |
| 1975  | SLK525-23               | D2KUT   | 7     |
| 1976  | SLK525-23               | D2KUT   | 12    |
| 1976  | KH525-23                | D2KTU   | 1     |
| 1976  | SLK550-25               | D2KUT   | 2     |
| 1976  | SLG550-25               | D2KTU   | 7     |
| 1977  | K525-23                 | D2KUT   | 3     |
| 1977  | K525-23                 | D3KUT   | 2     |
| 1977  | K550-25                 | D2KUT   | 1     |
| 1977  | K500-23                 | D2KUT   | 1     |
| 1977  | G550-25                 | D3KUT   | 1     |
| 1978  | K525-23                 | D3KUT   | 4     |
| 1978  | K575-25                 | D3KUT   | 2     |
| 1978  | SH560-25                | D3KUT   | 2     |
| 1978  | RH525-23                | D3KTU   | 2     |
| 1979  | K550-25                 | D3KTU   | 1     |
| 1979  | SH560-25                | D3KTU   | 1     |
| 1979  | RH525-23                | D3KTU   | 39    |
| 1979  | RH580-25                | D3KTU   | 1     |
| Somme | Total des types Omnibus |         | 276   |

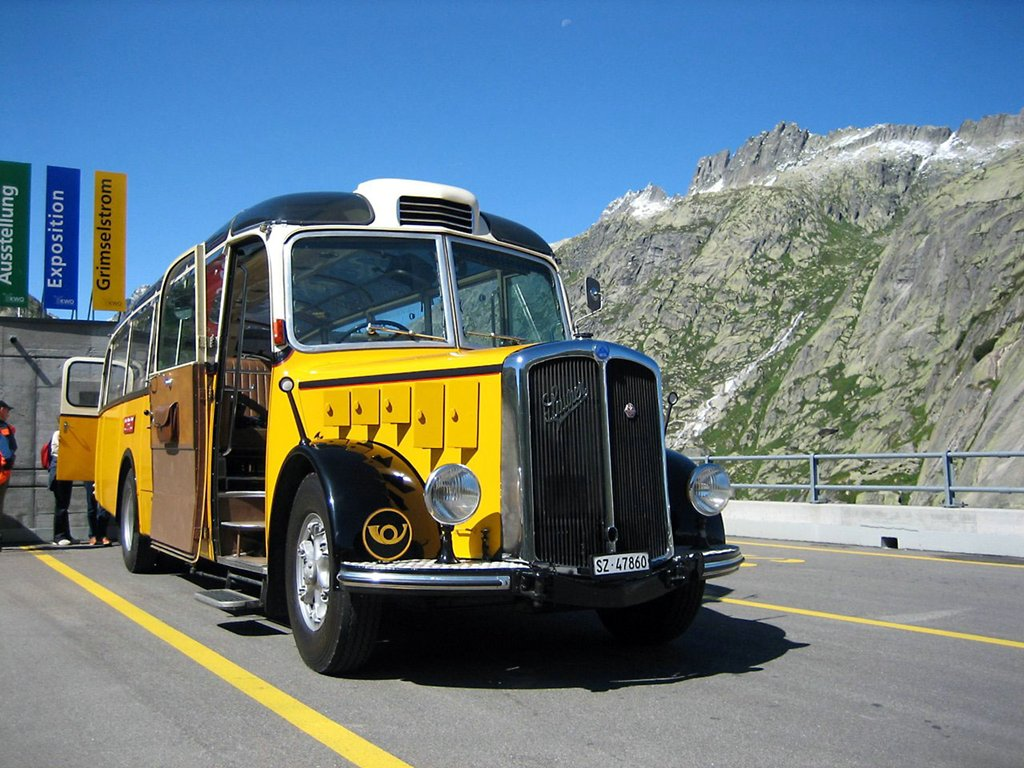
Saurer Postauto L4C Typ IIIa.
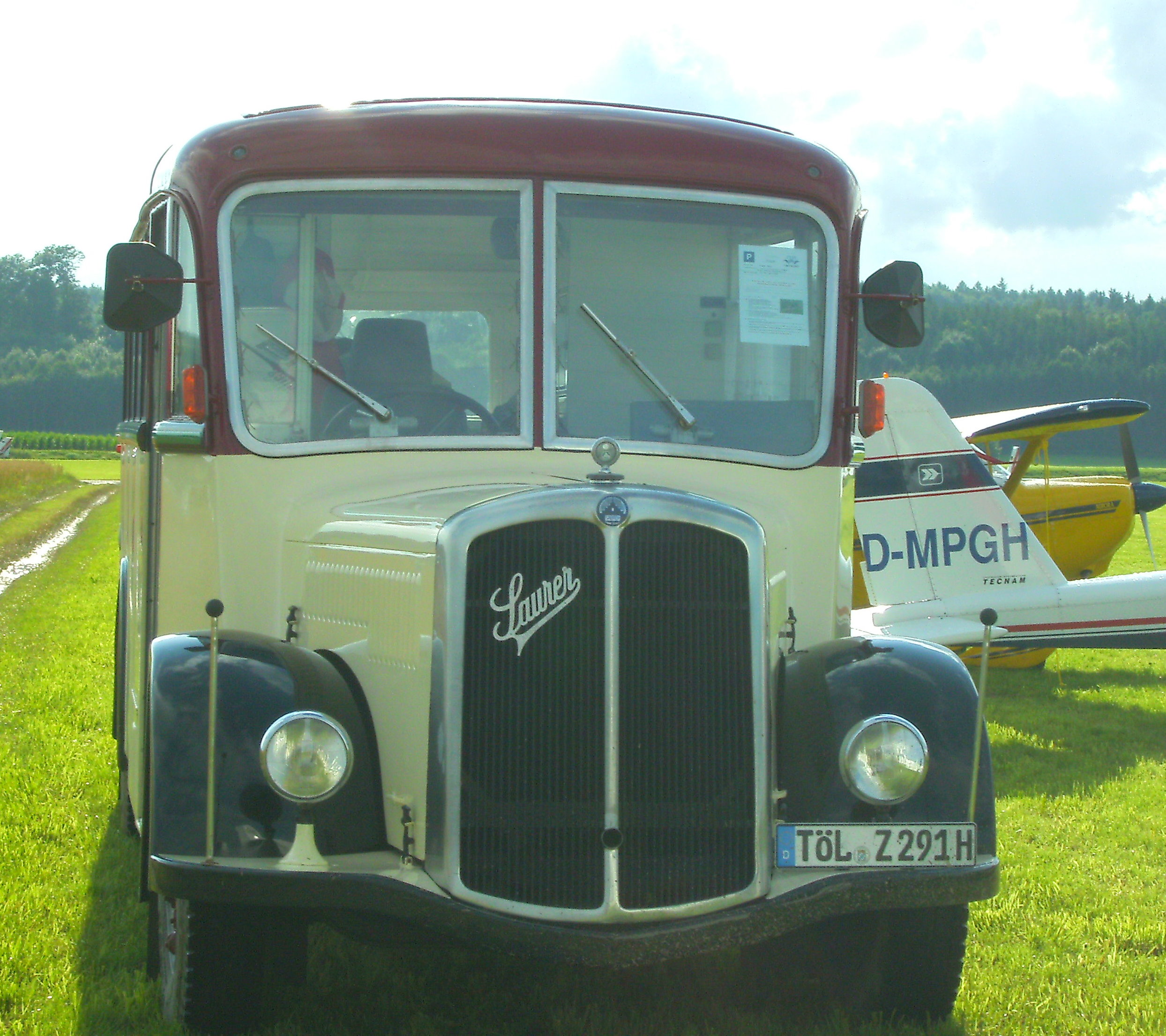
Saurer de 1930.
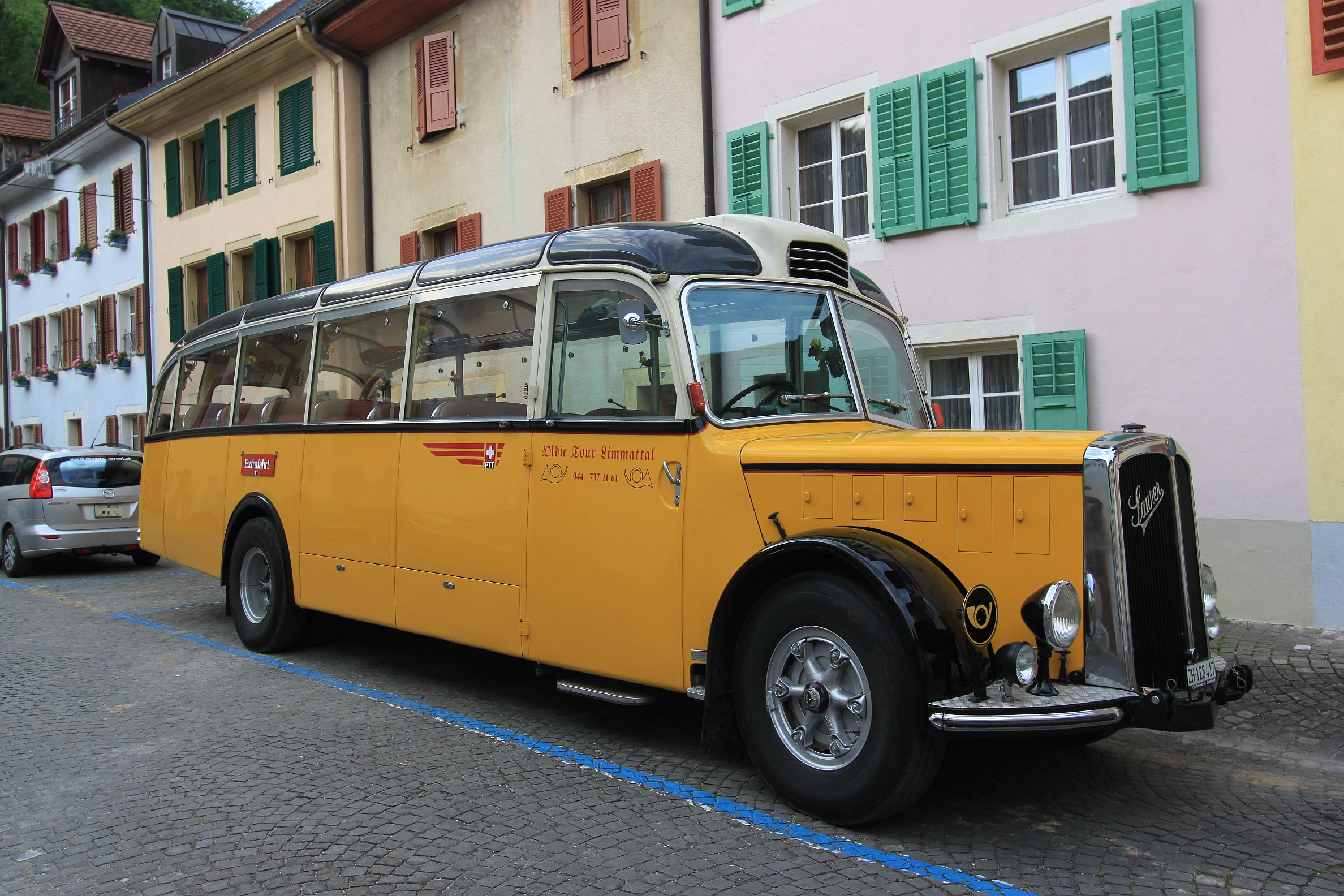
Saurer Alpenwagen IIIa de 1953.
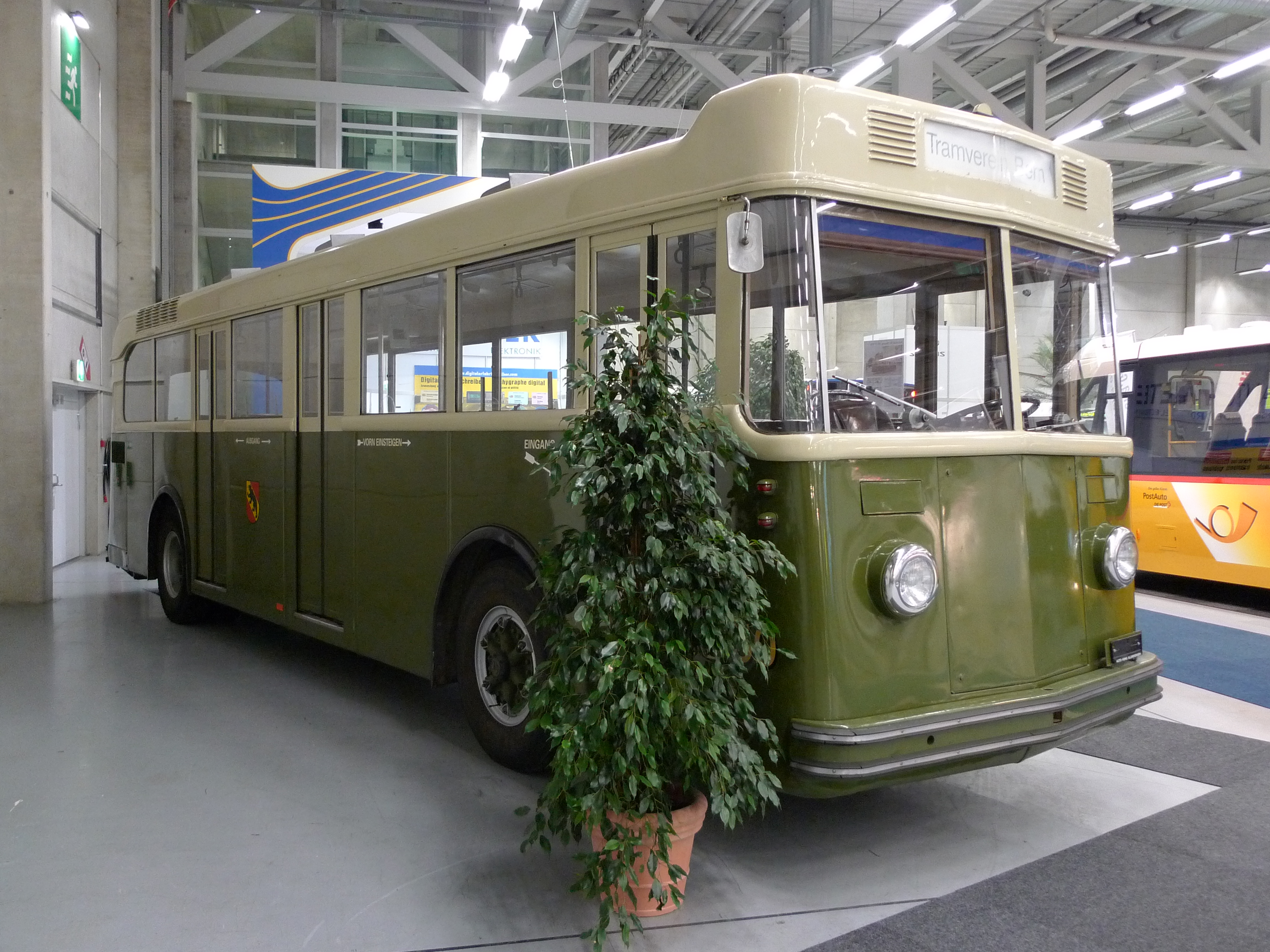
Autobus Saurer 4H CT1D de 1941 (2009).
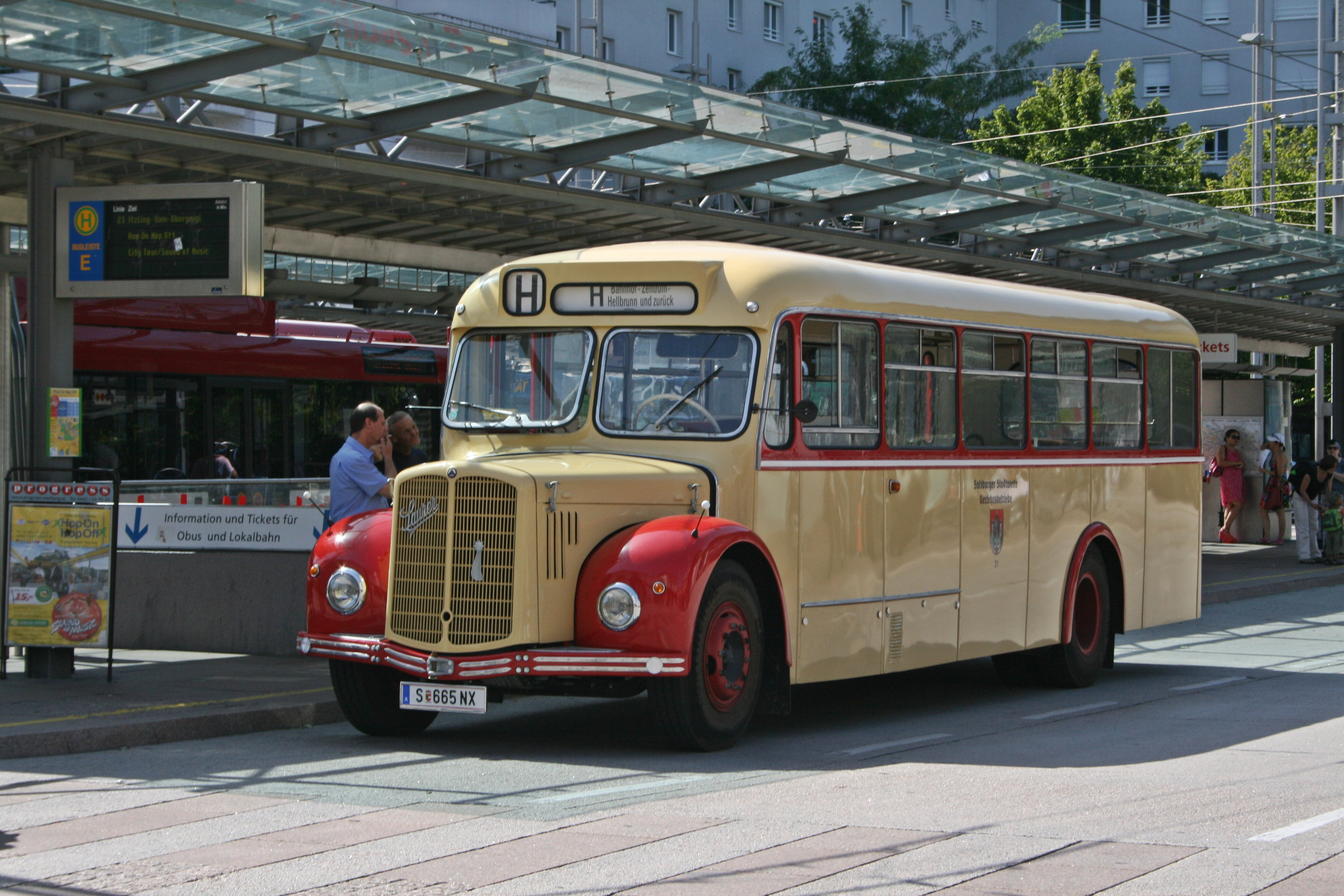
Saurer Autobus  Salzburger Hauptbahnhof.
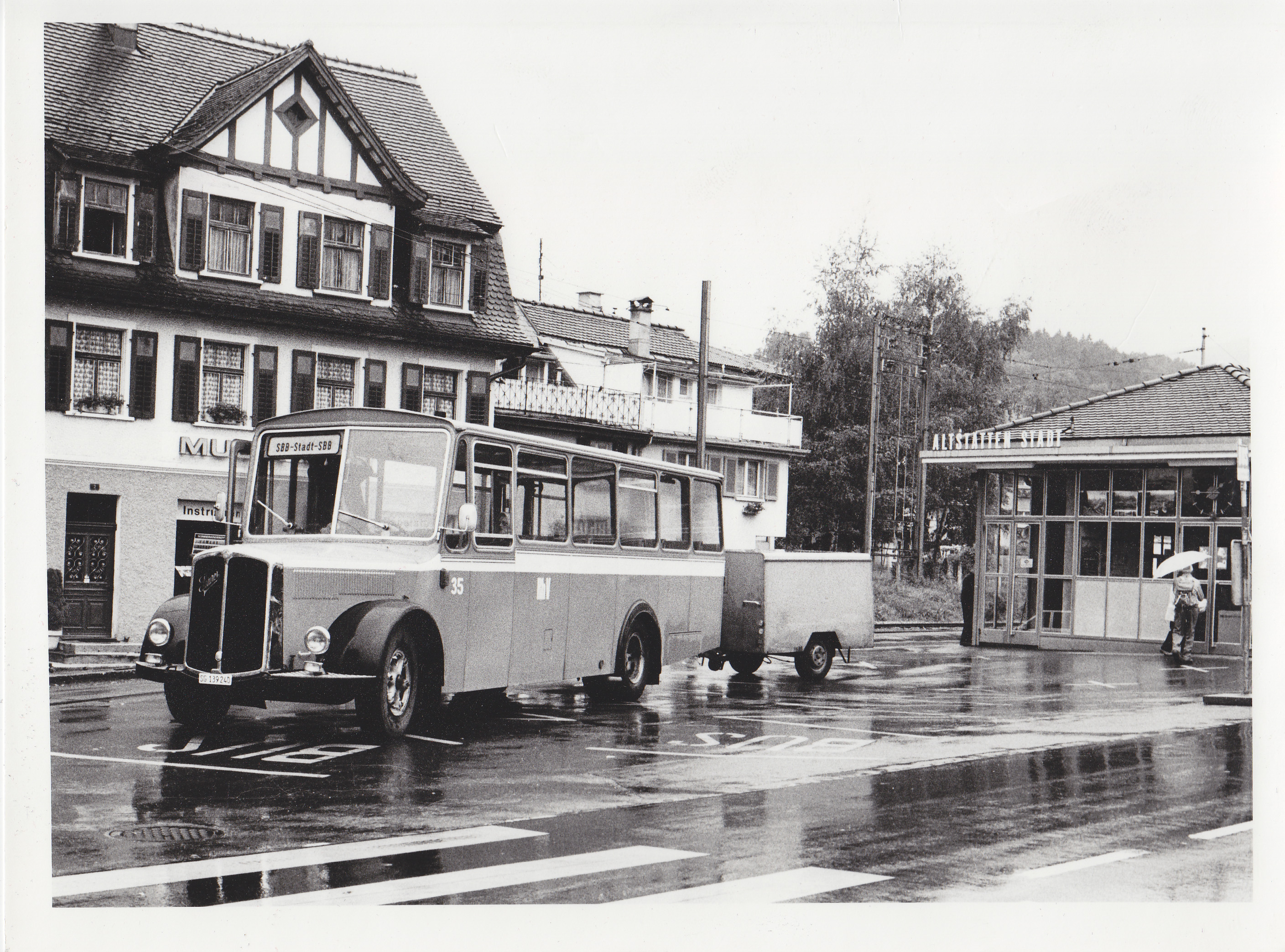
CarPostal à la Gare d'Altstätten en 1984.
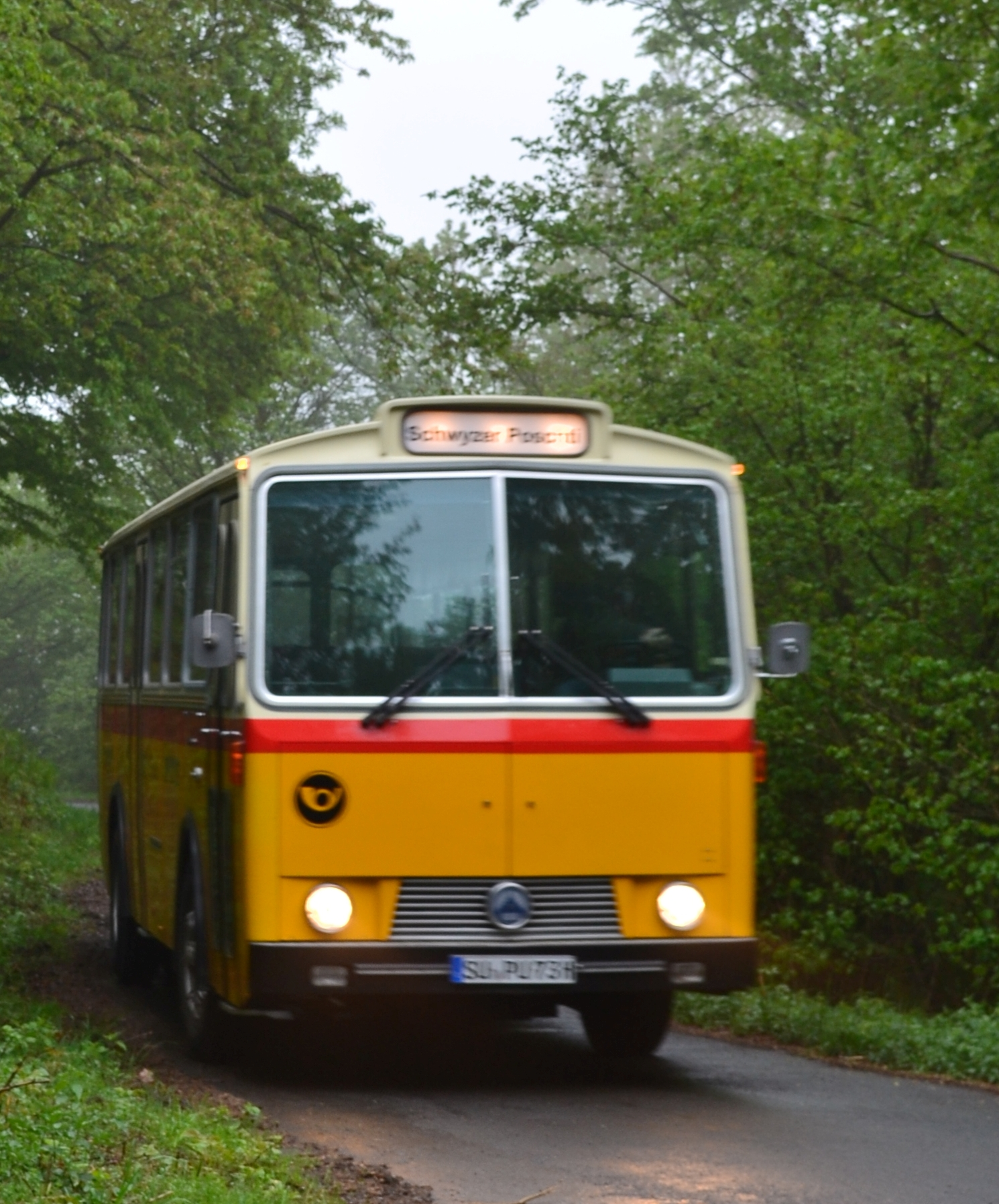
Un ancien CarPostal Saurer/Tüscher 3DUK-50 de 1973 (2011).
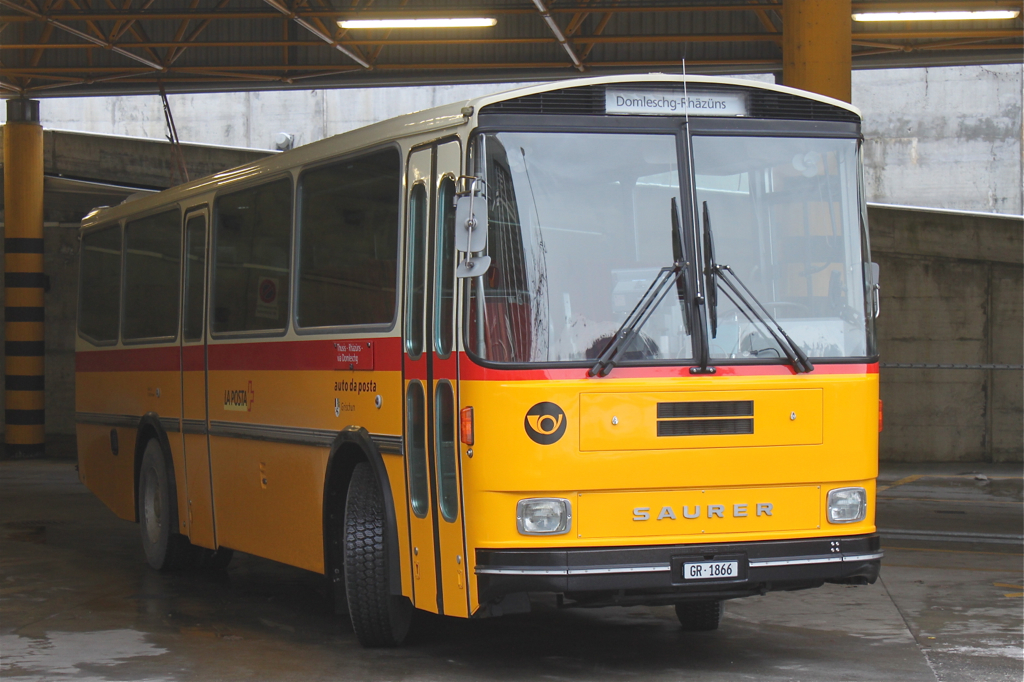
Un CarPostal Saurer/R+J RH525-23 de 1981 à Thusis (2013).
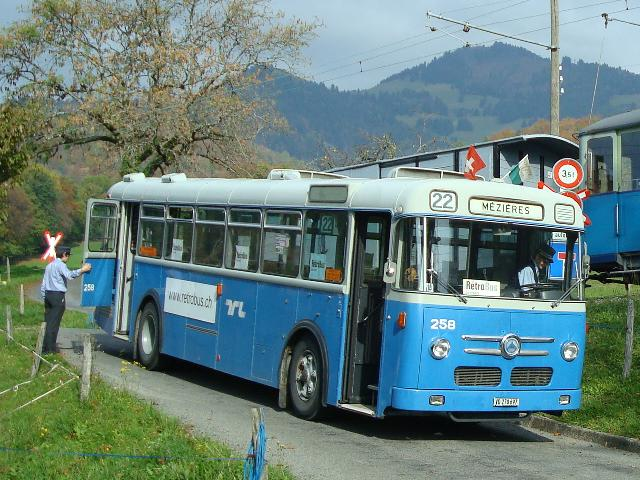
Ancien autobus des Transports lausannois (2008).

### Trolleybus
- Saurer Trolleybus (1944)[90],[91],[92]
- Saurer Trolleybus 411LM
- Saurer Trolleybus 415
- Saurer Trolleybus GT560
  - GT560 640-25

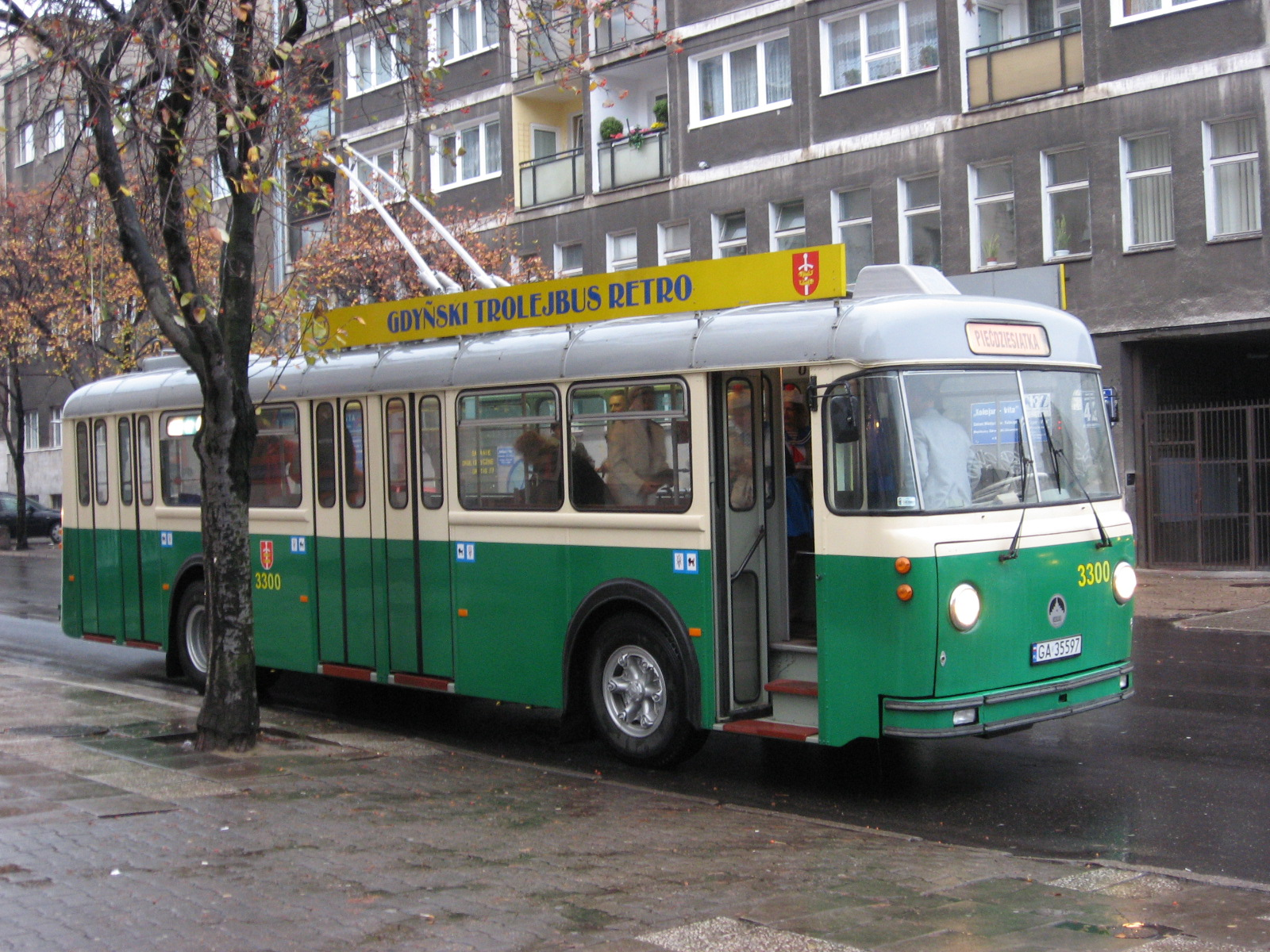
Trolleybus Saurer 411LM.
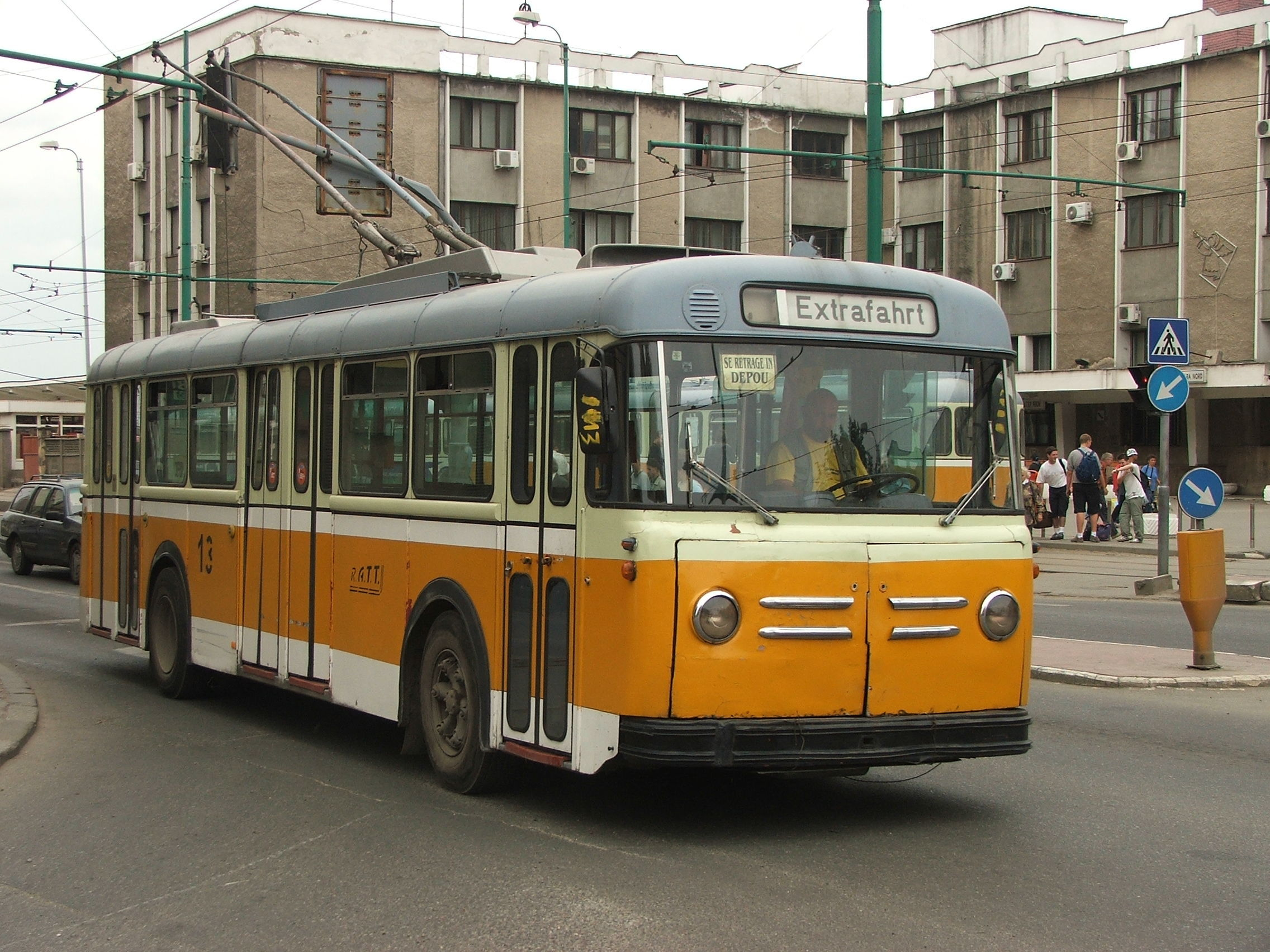
Trolleybus Saurer 415.
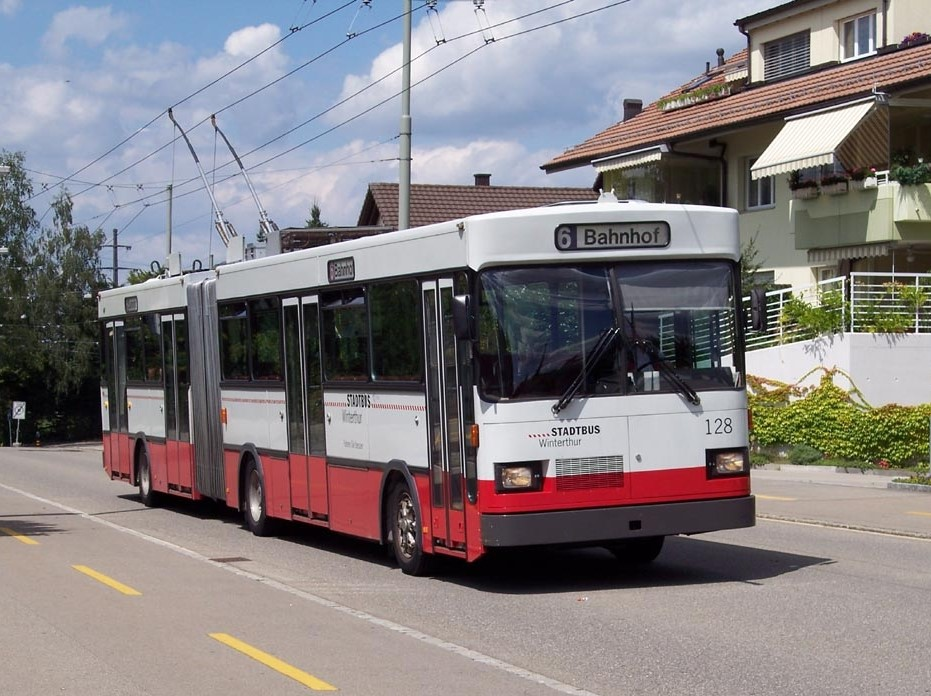
Trolleybus Saurer GT 560/640-25 à Winterthour (2005).
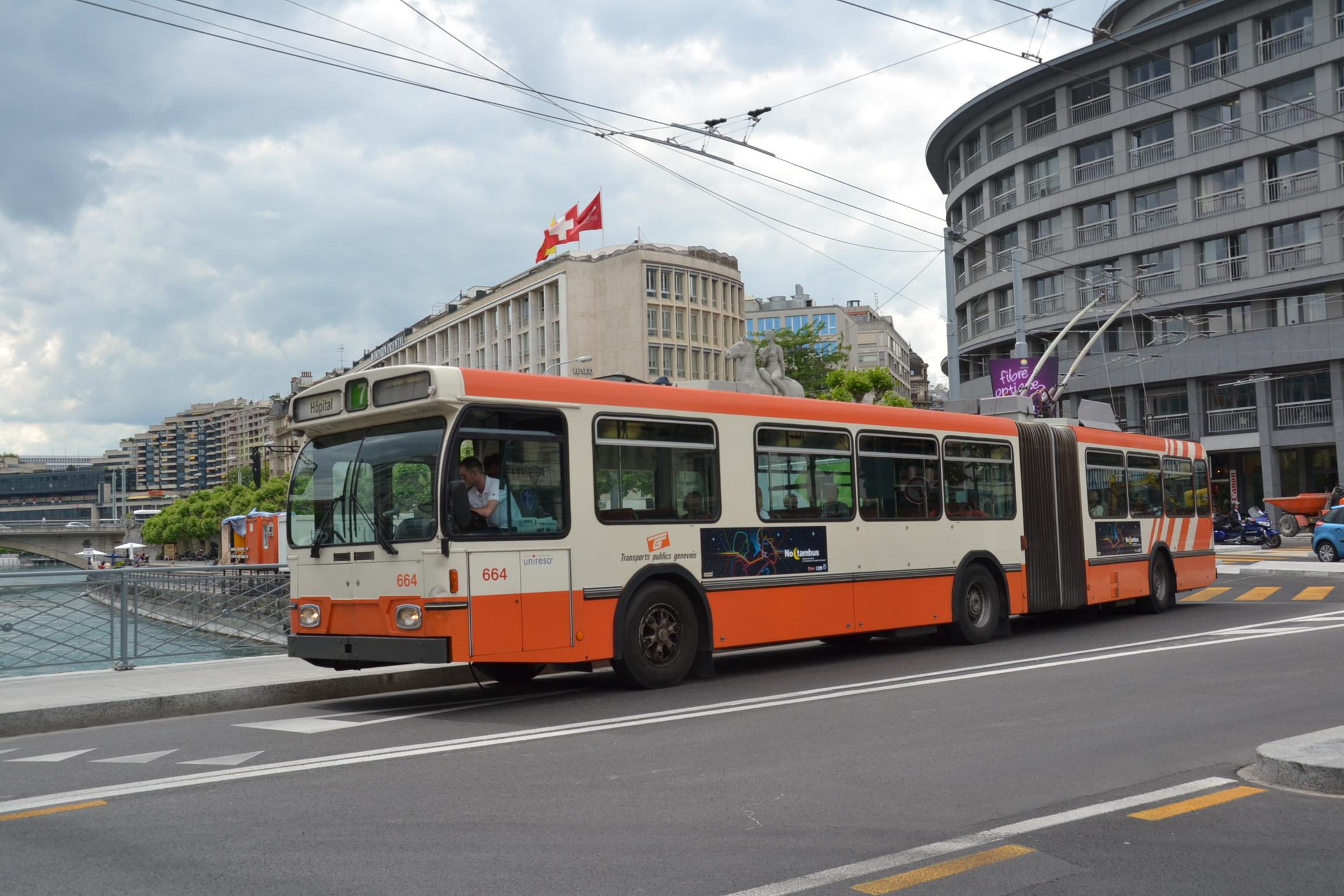
Trolleybus SAURER/Hess/BBC-SE GT 560 des TPG à Genève en 2012. Aujourd’hui hors service.

### Véhicules militaires
- Saurer MH4 (en)[93], Saurer M6 (en), Saurer M8
- Saurer 2 CM (en), Saurer 4K 4FA, Sauer 5 CM
- Saurer 2DM (en)
- Saurer 5 DM
- Saurer prototype (1936)[94]
- Saurer 6[95]
- Saurer 4 ML[96]
- Saurer D 330 N (en)
- Saurer 6DM et Saurer 10DM
- Prototypes : Nahkampfkanone 1 (en) (1942) Moteur CT1D[97] , Nahkampfkanone 2 (en) (1944), Saurer 5DF 6x4 (2 camions, 1972), Saurer Tartaruga (en), 1958[98],[99], Saurer F006 (de)[100], Saurer 288, Saurer 5 DF 6x6
- Saurer RR7 (Sd Kfz 254)[101]

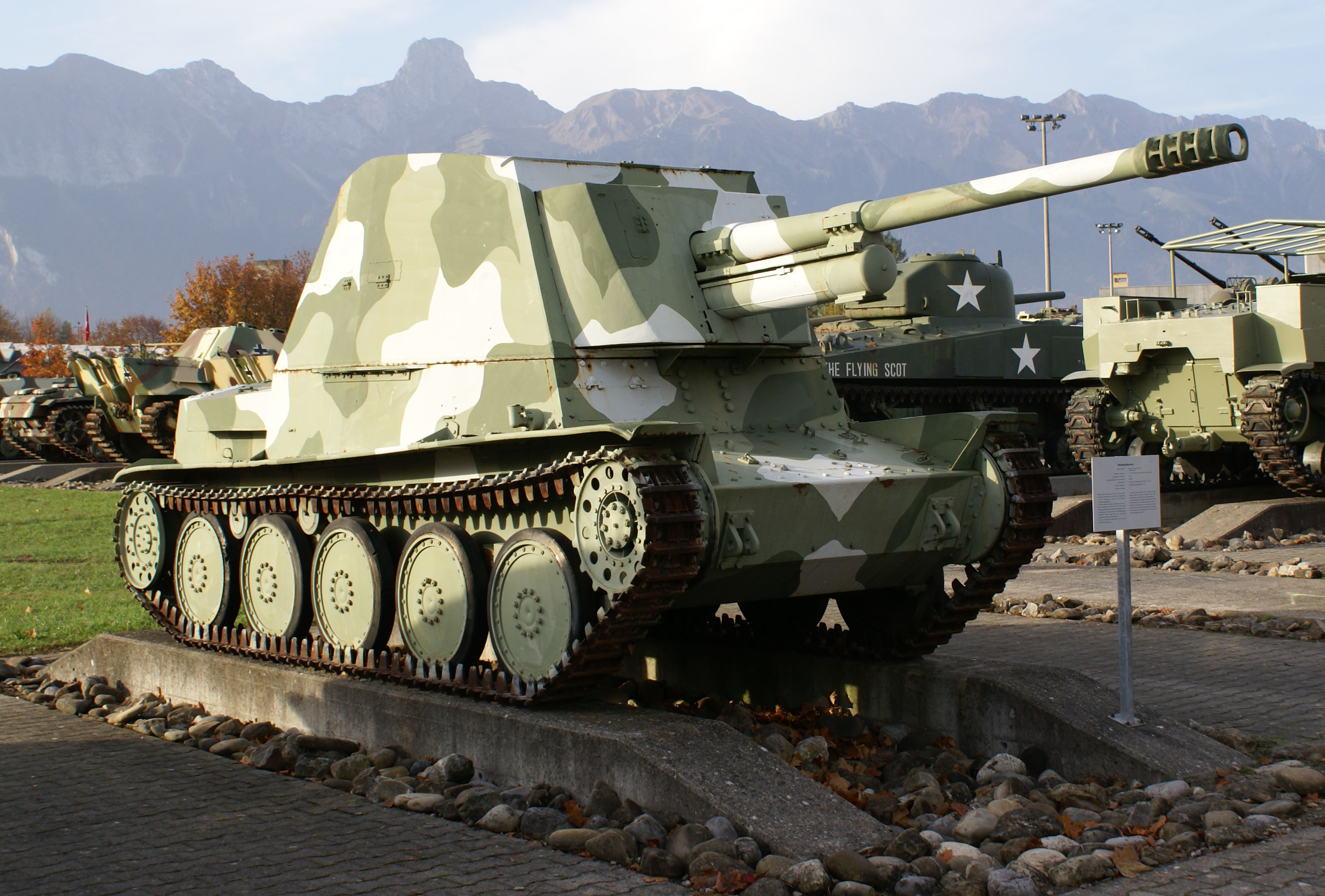
Nahkampfkanone I
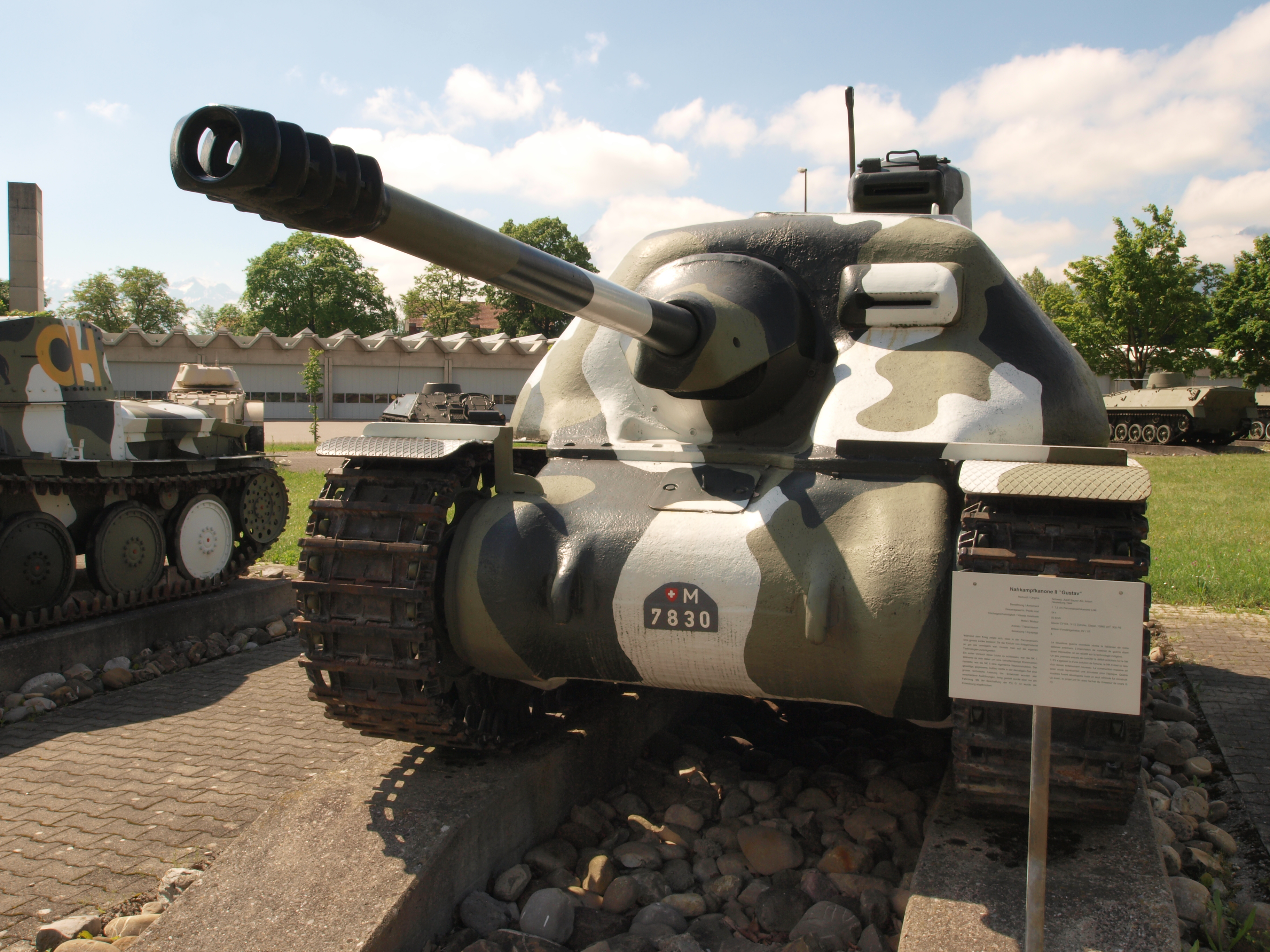
Saurer Nahkampfkanone II Gustav.
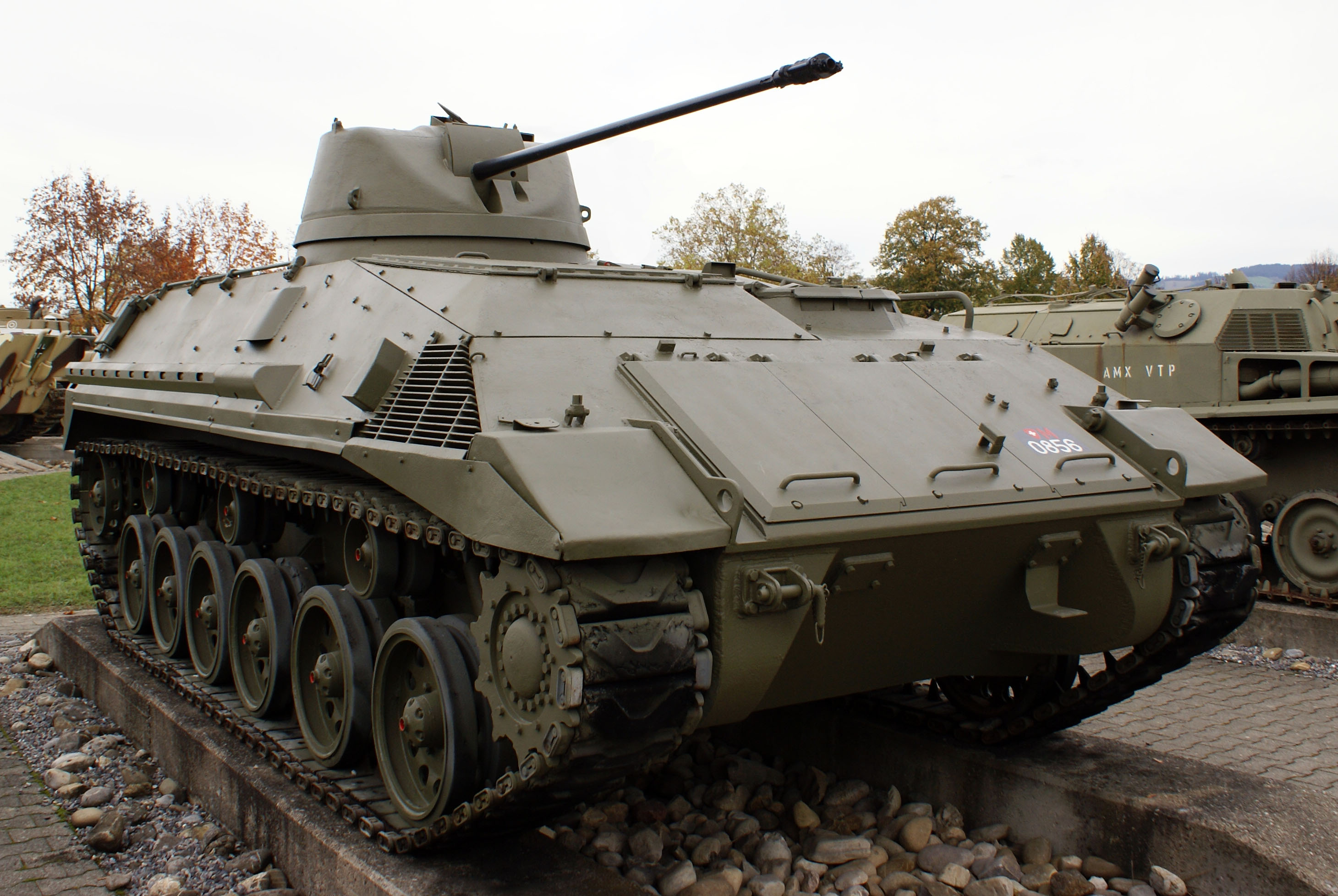
Saurer Tartaruga.
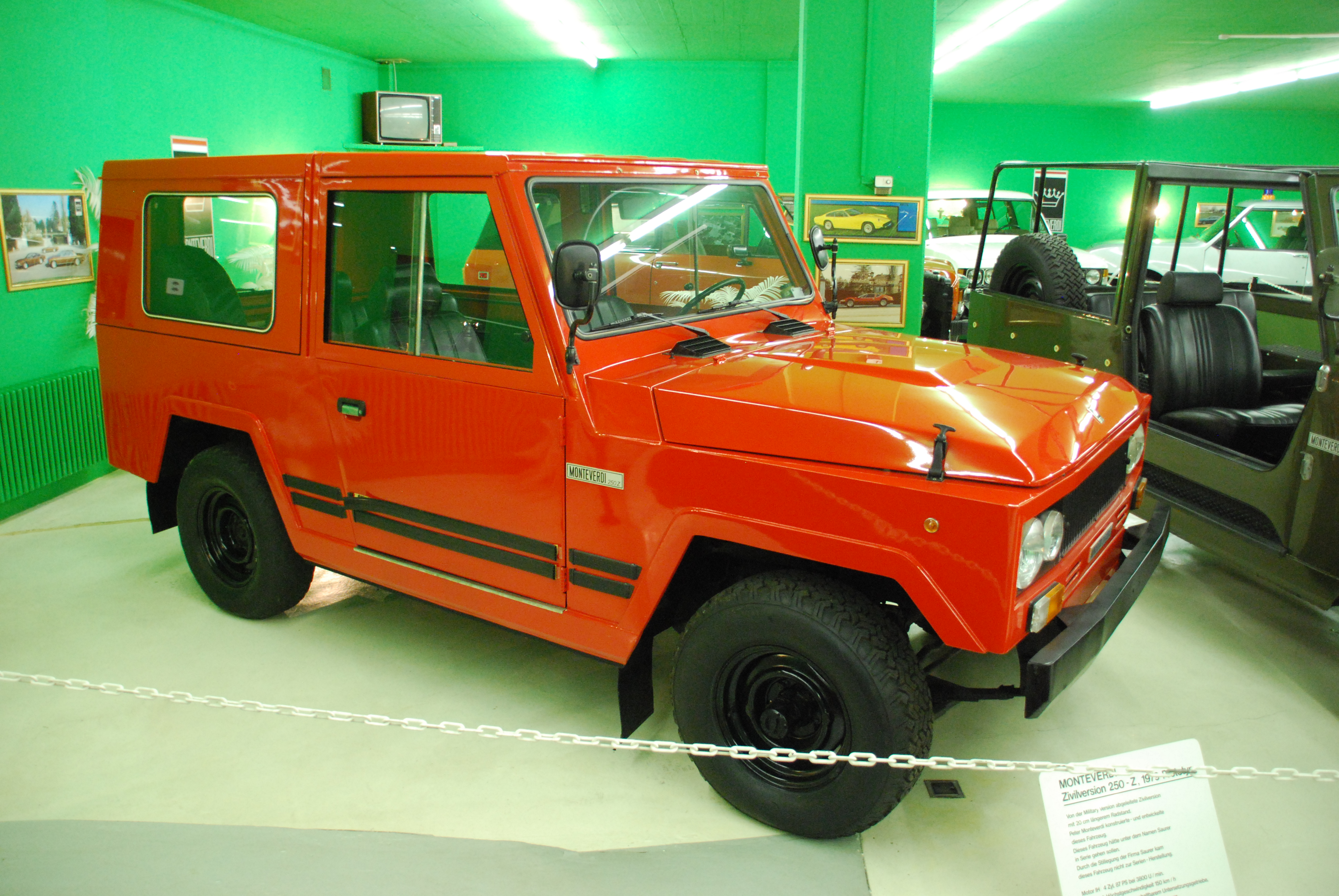
Monteverdi Z250 / Saurer F006.

### Les véhicules Saurer au sein de l'Armée suisse
- Saurer M6 (de) 2,5 t 6x6: 409 véhicules, en service à partir de 1940 jusqu'à environ 1979, 2 + 20 soldats[102]
  - 16 véhicules radio, en service à partir de 1943
- Saurer M8 3,5 t 8x8: 77 véhicules (dont le prototype de 1940), en service à partir de 1942 jusqu'en 1976, 2 + 20 soldats[103],[104]
- Saurer M4 (de) 4x4:
  - Saurer M4 modèle 1946 M 1,5 t: 50 véhicules de 1946 à environ 1985, 2+6 soldats[105]
  - Saurer M4 modèle 1952 M 2,25 t: 396 véhicules de 1952 à environ 1986, 2+8 soldats
- Saurer 2 CM (de): également fabriqué sous licence par Berna et FBW
- Saurer 4 CM 5 t 4x4: 
  - Camion d'école de conduite (doubles pédales), en service à partir de 1949 jusqu'en 1978
  - Camion de transport de bois 6,2 t (tracteur et remorque): 9 camions en service à partir de 1958 dans les troupes des sapeurs de chars.

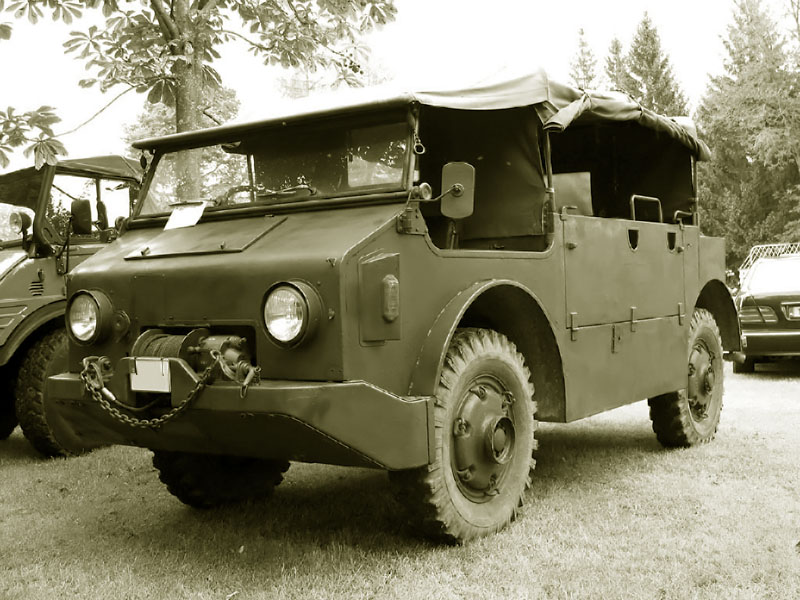
Saurer MH4 4x4 (1954).
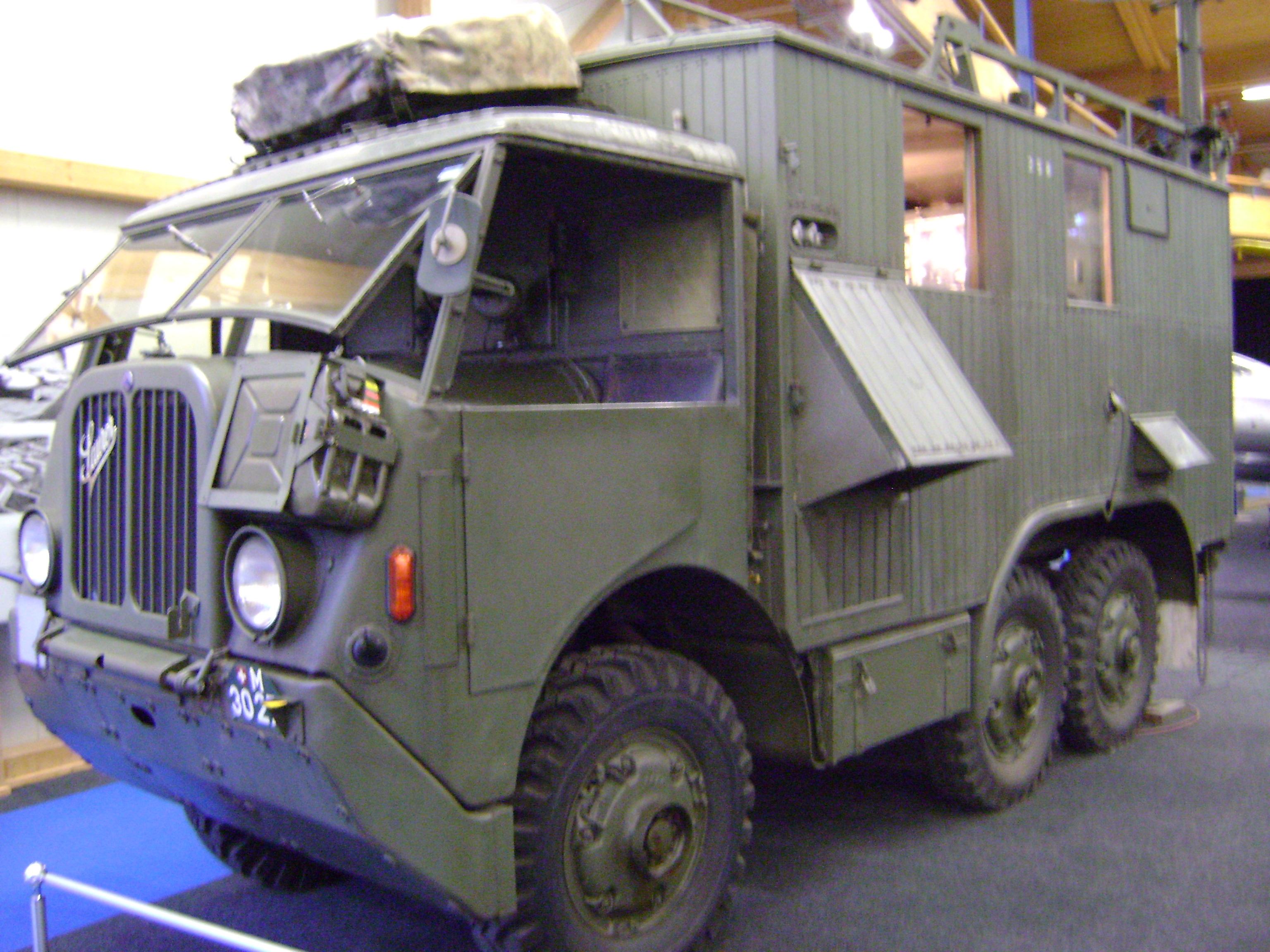
Saurer M6 en version radio (Funkwagen).
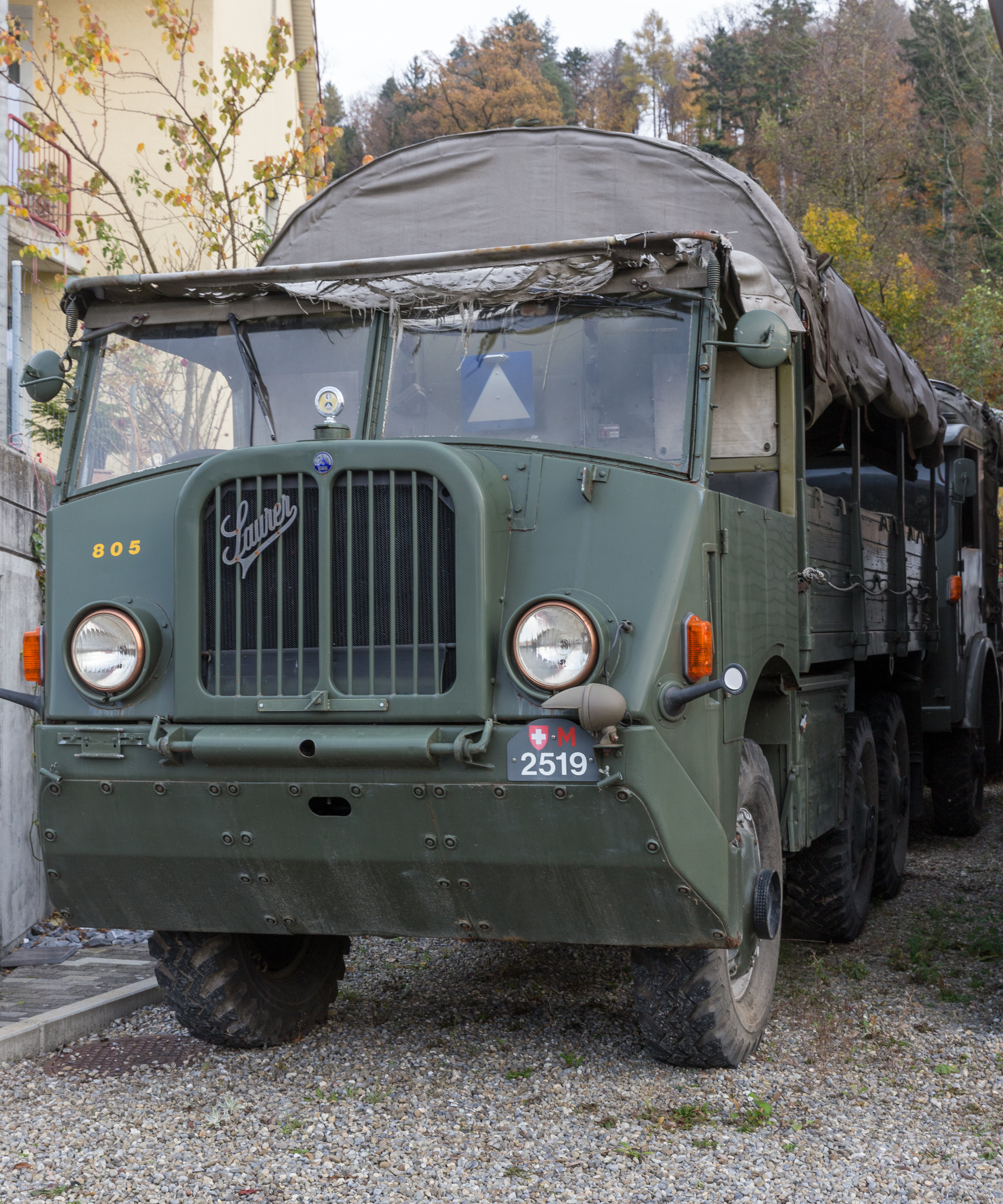
Saurer M6.
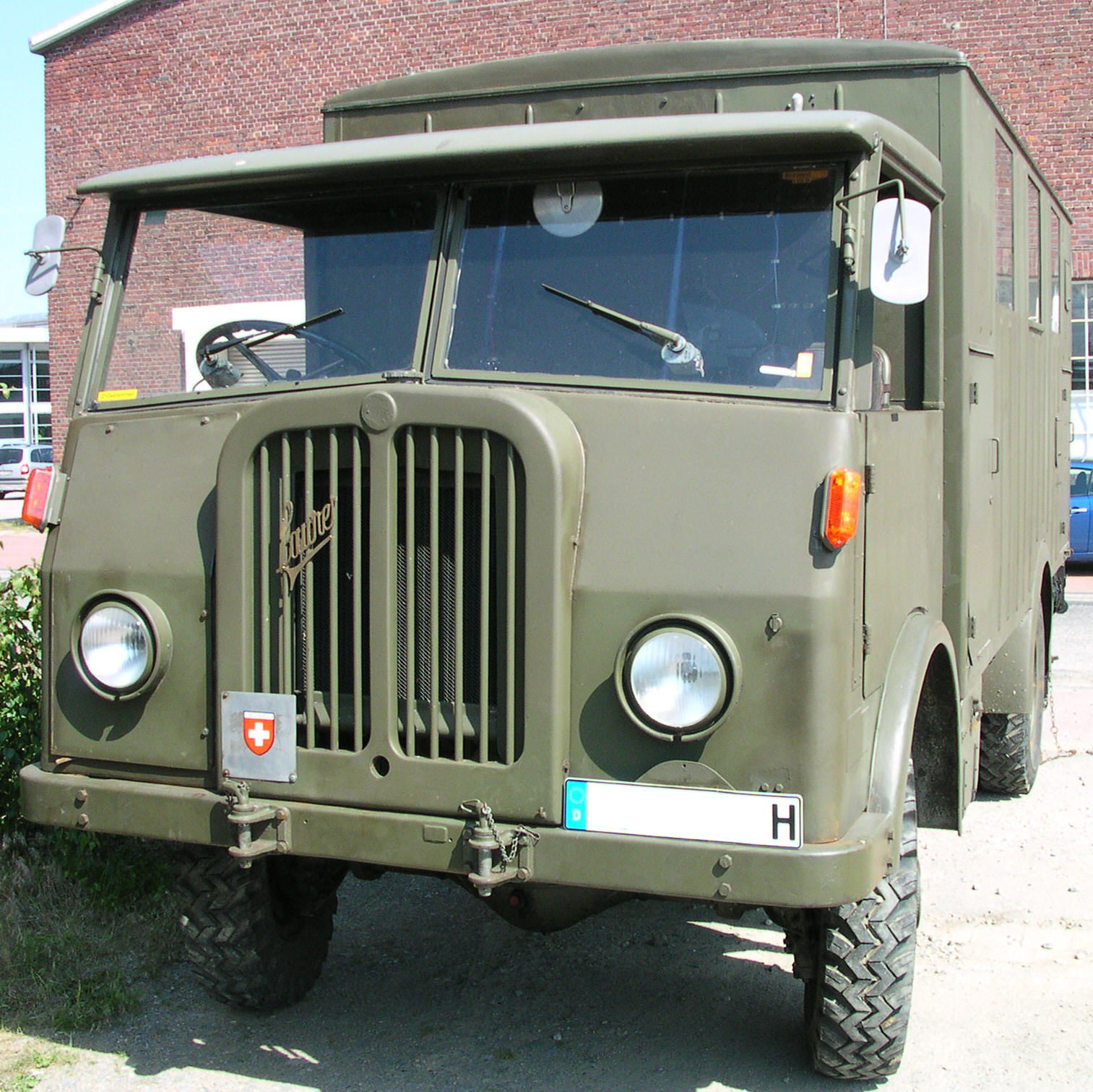
Saurer 2 CM.

- Saurer 2DM (de) / Berna 2 VM 4x4 4,9 t: environ 3200 véhicules Saurer en toutes versions et 800 véhicules en toutes versions produit sous licence par Berna, en service à partir de 1964
  - Camion de transport avec treuil
  - Camion avec pont basculant 4,75 t, 50 camions, en service dans les troupes du génie et de sauvetage à partir de 1968, une version pour chasse-neige
  - Camion à benne basculante 5 t Saurer / Berna, 32 camions, en service à partir de 1968
  - Camion avec plate-forme élévatrice 4,5 t Saurer / Berna (arsenaux et places d'arme)
  - Camion-citerne aviation 5 300 l Saurer/ Berna, 20 camions, en service de 1964 à 2009
  - Camion transport de matériel long Saurer / Berna , avec "remorque-essieux" chargeable sur le tracteur, 19 véhicules en service dans les troupes du génie à partir de 1970
  - Camion pour appareil dégivreur de pistes
  - Véhicule de déblaiement neige 4x4 Saurer / Berna / (avec système brosse/aspirateur à balayures/chasse-neige Peter), 31 camions en service à partir de 1971
  - Camion pour chasse-neige/dégivrage 4,9 t
  - Camion nettoyage de piste 4x2 Saurer 2 DM / Berna 2 VM / Schörling SV2, 15 camions en service à partir de 1969
  - Camion avec conteneur hélico Alouette III (matériel et tanker 1700 l de kérosène)
- Saurer D 330 N (de) 6x4: 72 camions avec à benne basculante, en service à partir de 1980 dans les troupes du génie et de sauvetage
- Autocar Saurer
  - Saurer L4 C Alpenwagen IIIa 4x2: années 1970, à l'origine cars postaux construit pour les PTT.
  - Berna 2H:

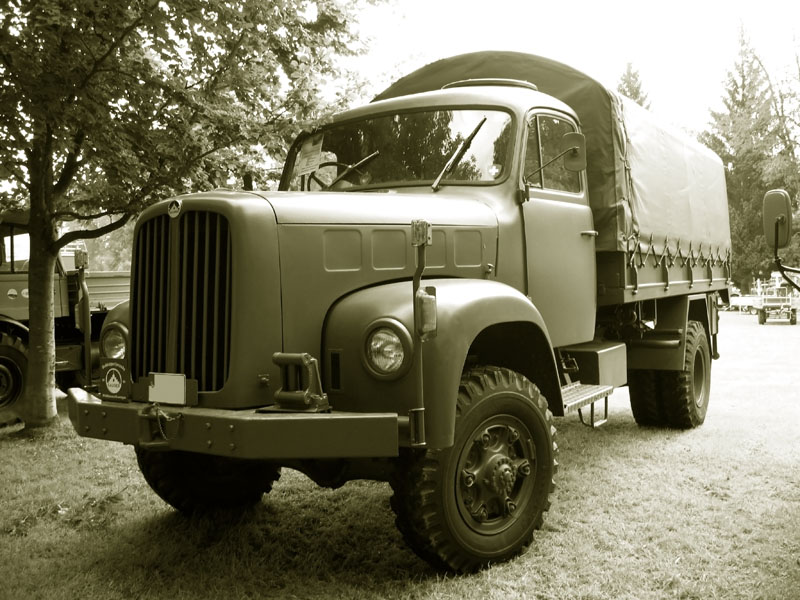
Saurer 2DM 4x4 (1954).
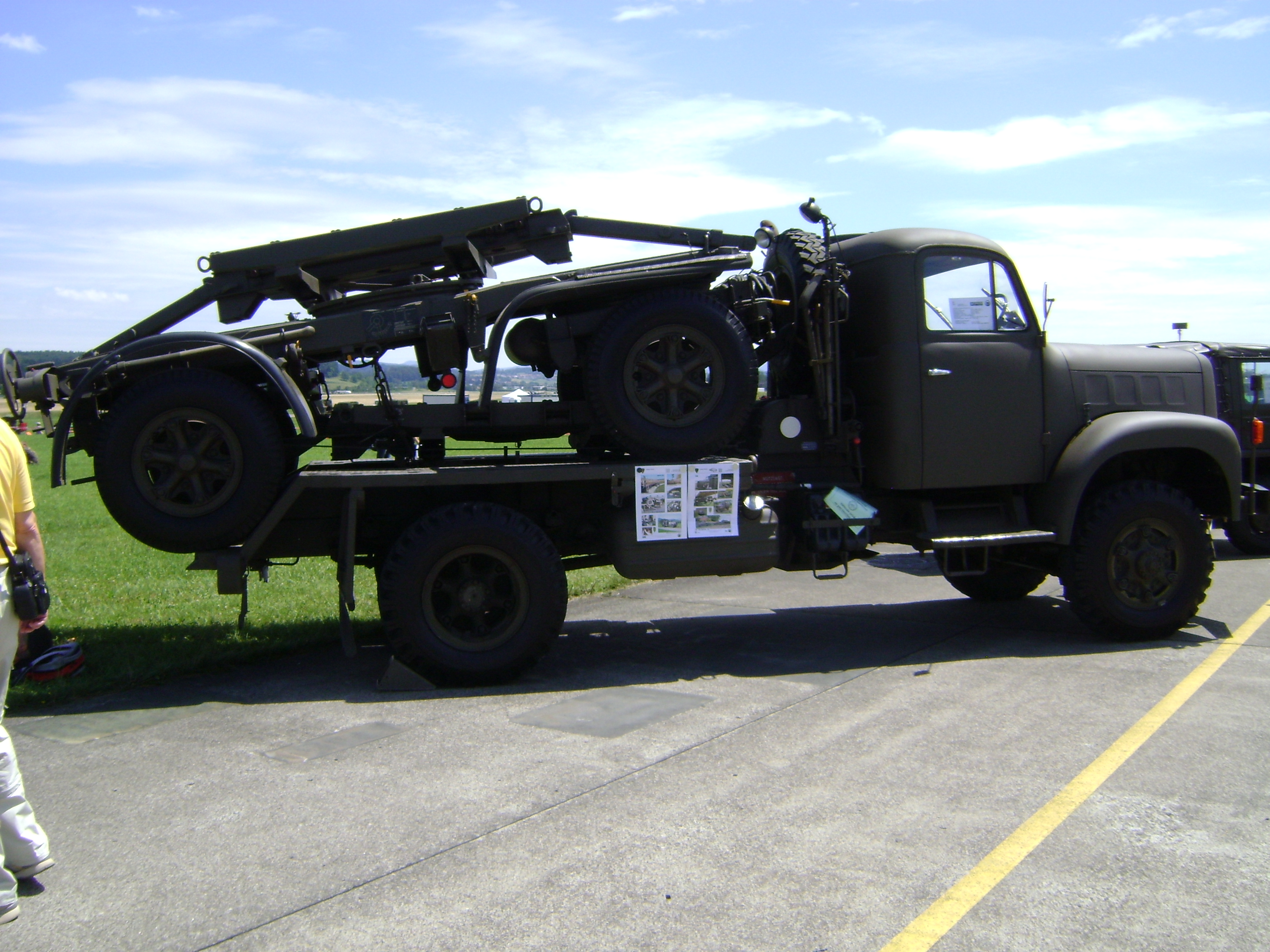
Camion de transport de matériel long Saurer 2DM  4x4.
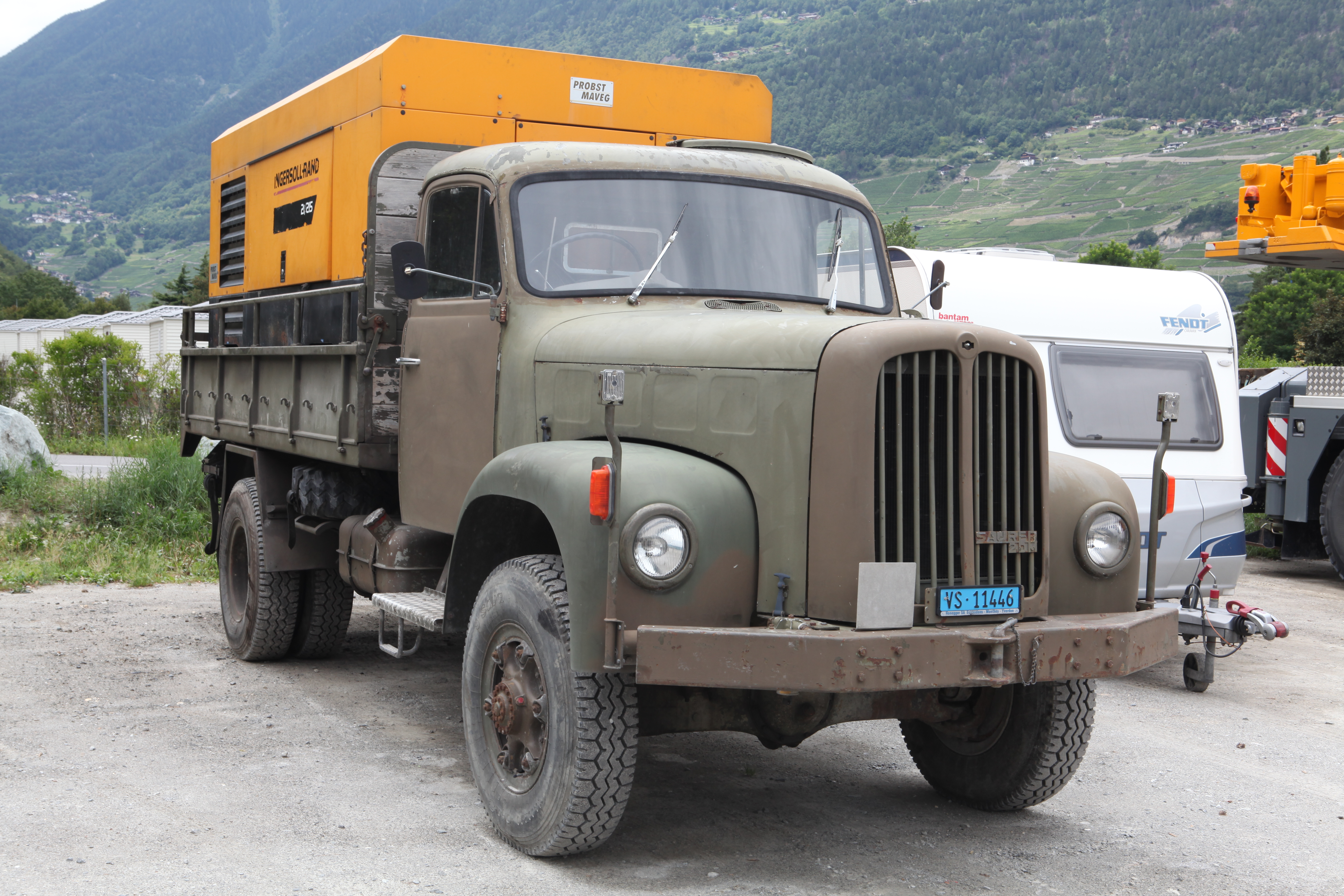
Camion avec pont basculant Saurer 2DM 4,75 t (2011).
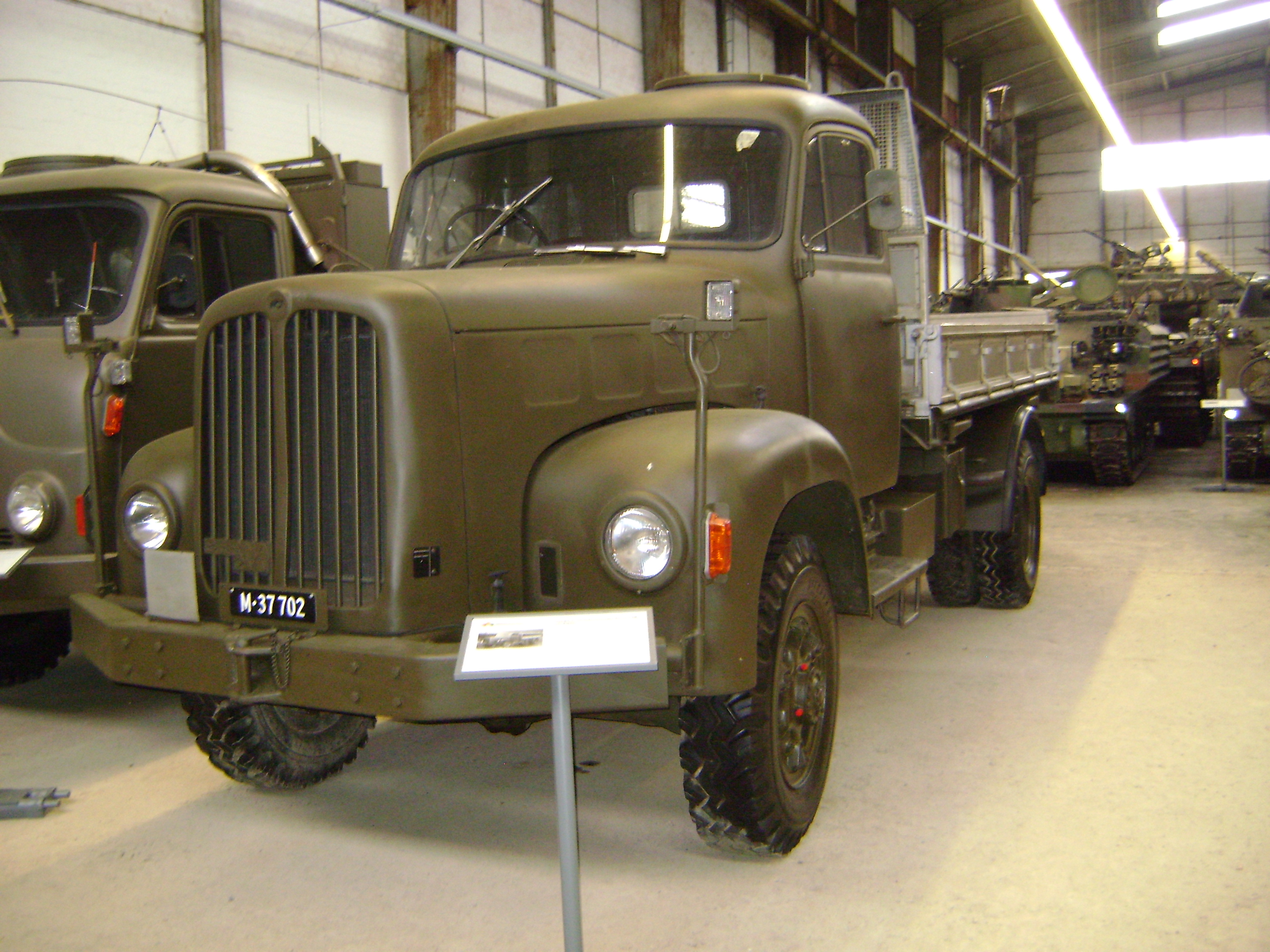
Camion à benne basculante Berna 2 VM 5 t (Militärmuseum Full Radfahrzeuge).
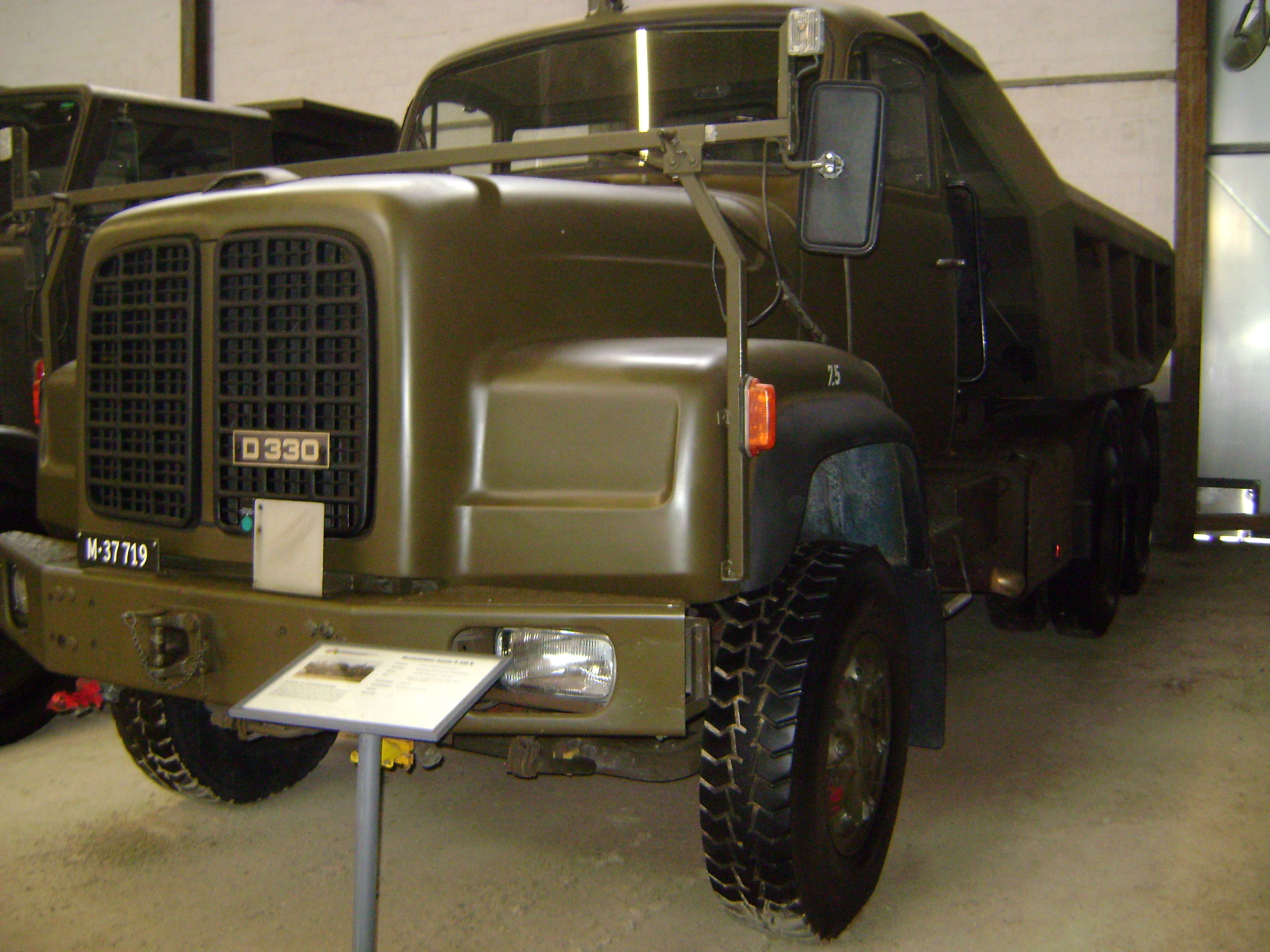
Camion à benne basculante Saurer D 330 N.

- Saurer 6DM 4x4:
  - Transport: 800 véhicules dont 250 avec treuil, 2+36 soldats sur le pont, en service à partir de 1983
  - Camion de pièces de rechange, en service à partir de 1984 dans les troupes de réparation avec la remorque atelier.
  - Camion d'extinction (canon à eau 3900 l/min, 1900 litres d'eau, 200 l de produit moussant), 21 véhicules de transport modifiés (par Brändle Wil), en service au sein des Forces aériennes à partir de 1988. Un véhicule est en service au sein des pompiers de l'aéroport de Sion.
- Saurer 10DM 6x6:
  - Transport: 300 véhicules dont 100 avec treuil, 2+44 soldats sur le pont, en service à partir de 1983
  - Les troupes du génie et de sauvetage en exploitent plusieurs versions spéciales: véhicule assortiment transport eau, véhicule assortiment incendie, en service à partir de 1983.
  - Camion de pièces de rechange en plusieurs versions, en service à partir de 1983 dans les troupes de réparation avec la remorque atelier.
  - Camion grue: 100 véhicules en service à partir de 1983
  - Camions pour le système de radar TAFLIR en plusieurs versions dont la plateforme radar

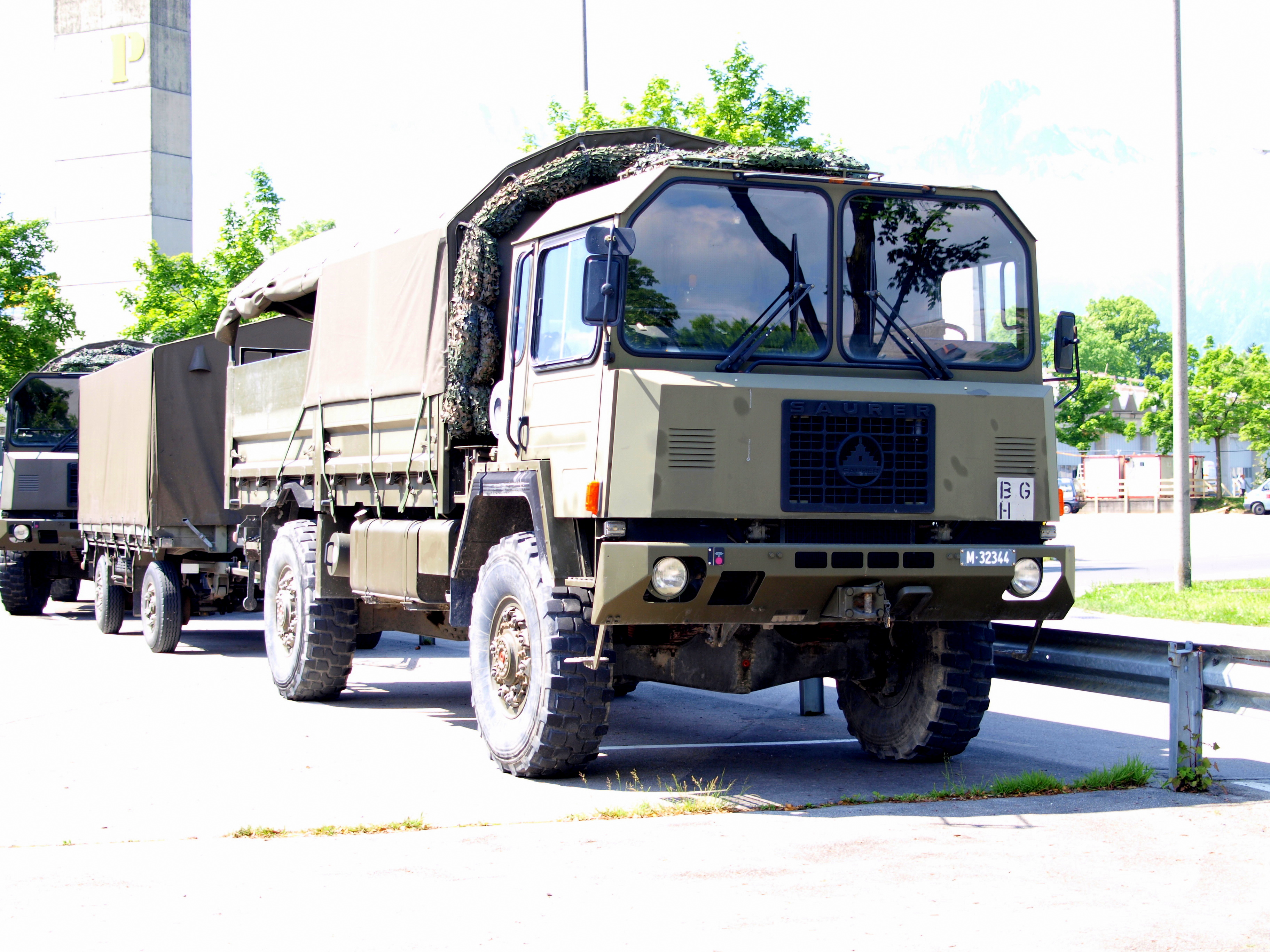
Saurer 6DM avec remorque (2010).
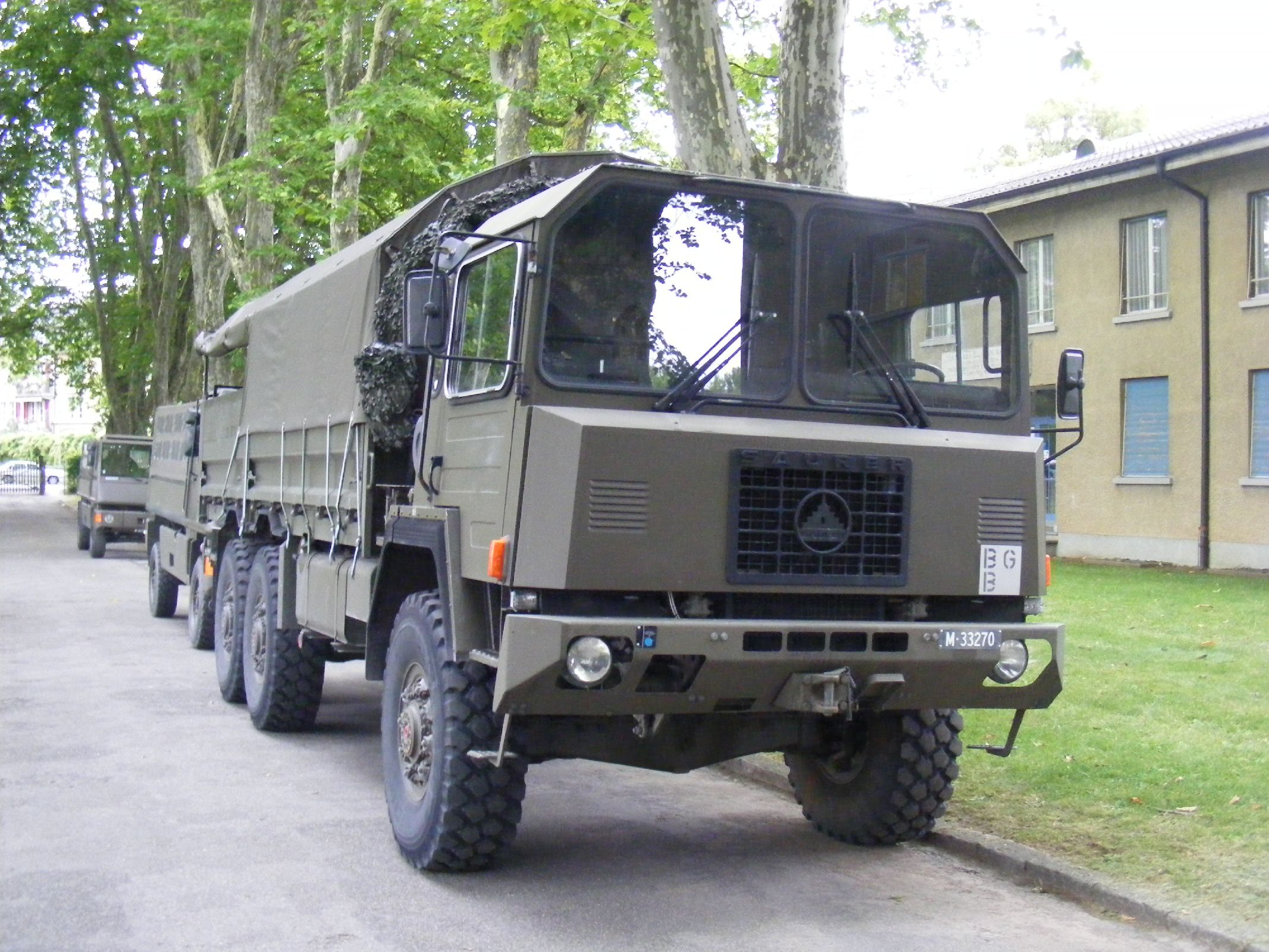
Saurer 10DM (2011).
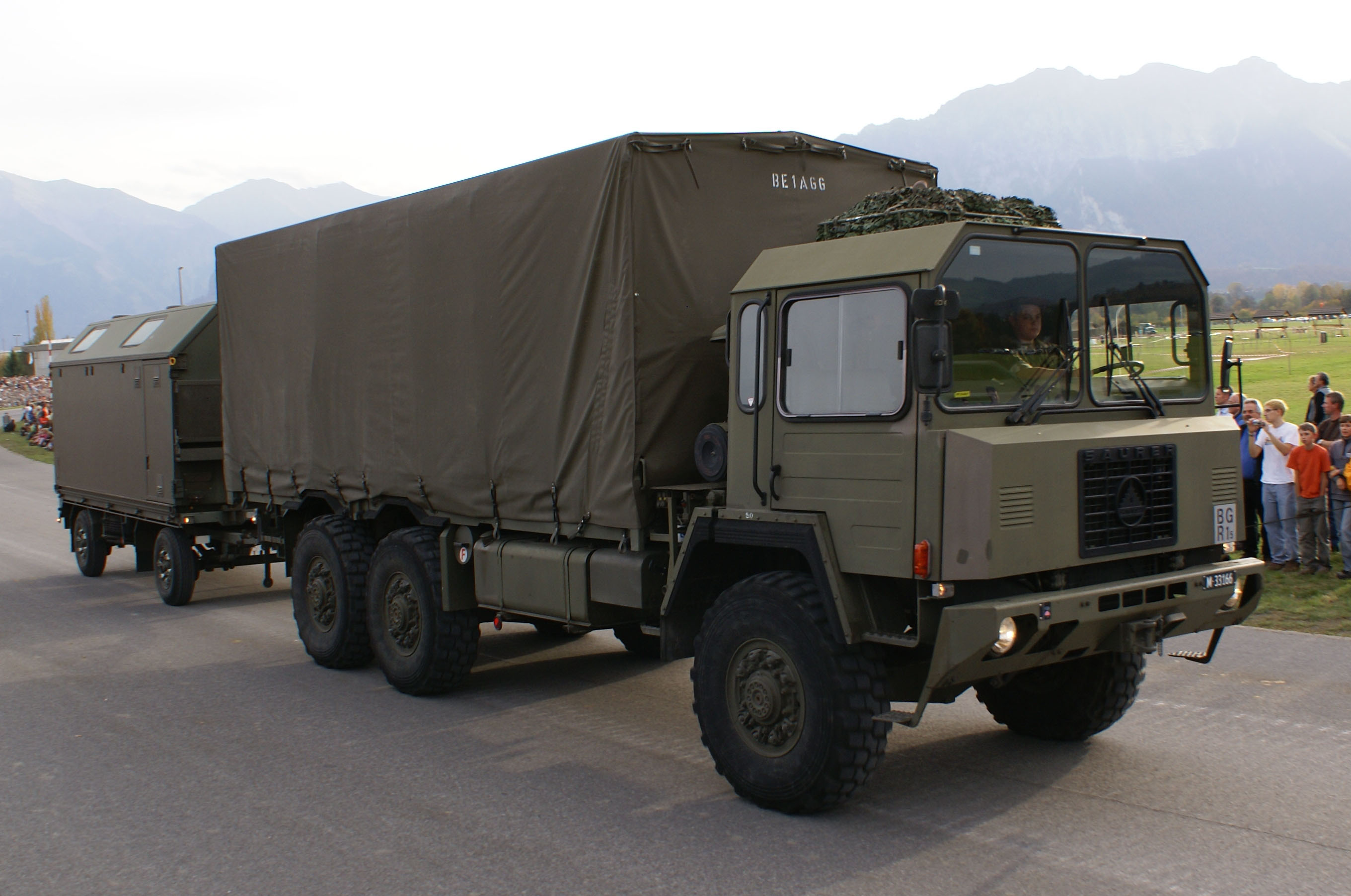
Camion de réparation Saurer 10DM et remorque atelier (2006).
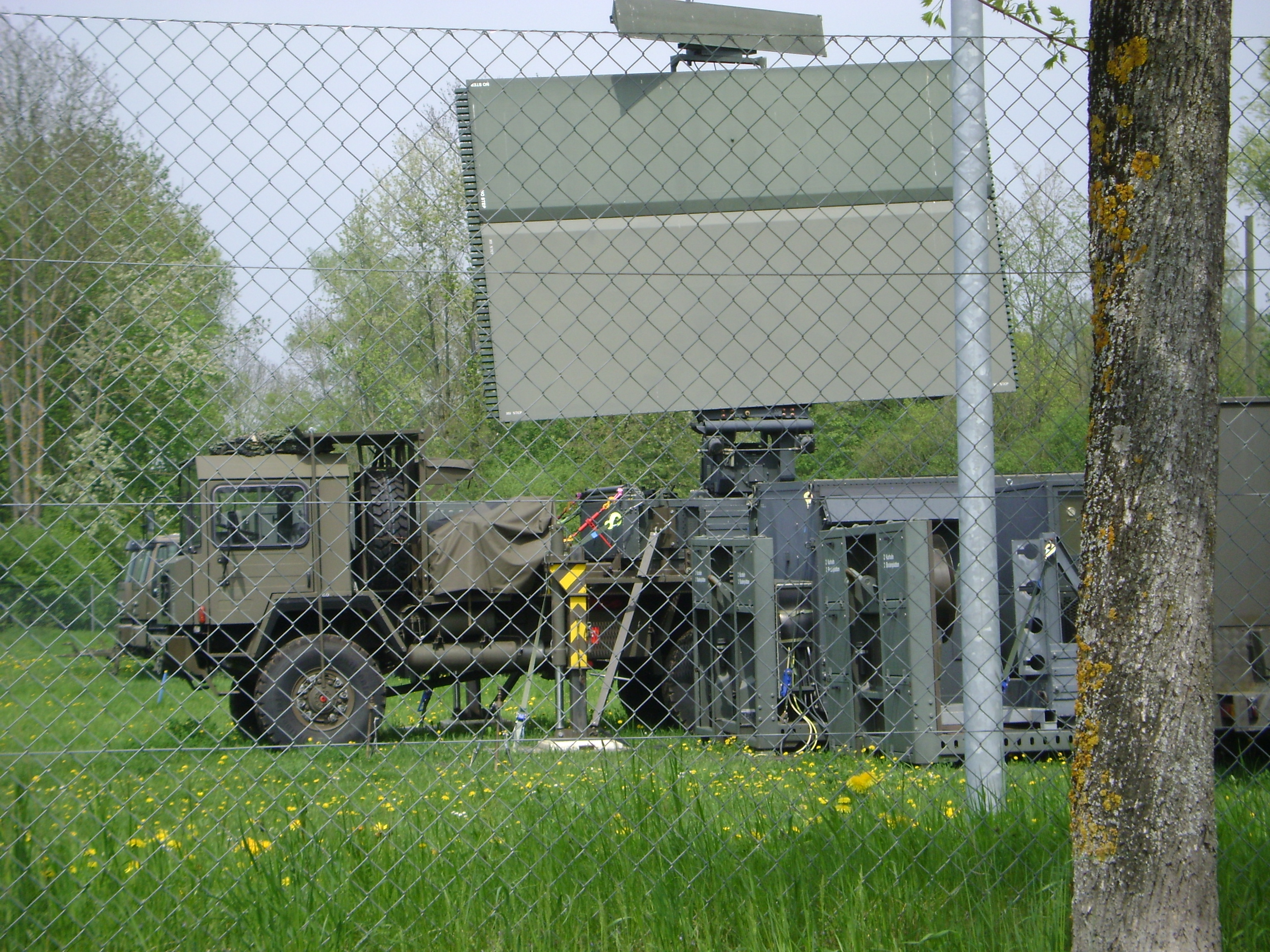
Saurer 10 DM plateforme radar TAFLIR (2013).
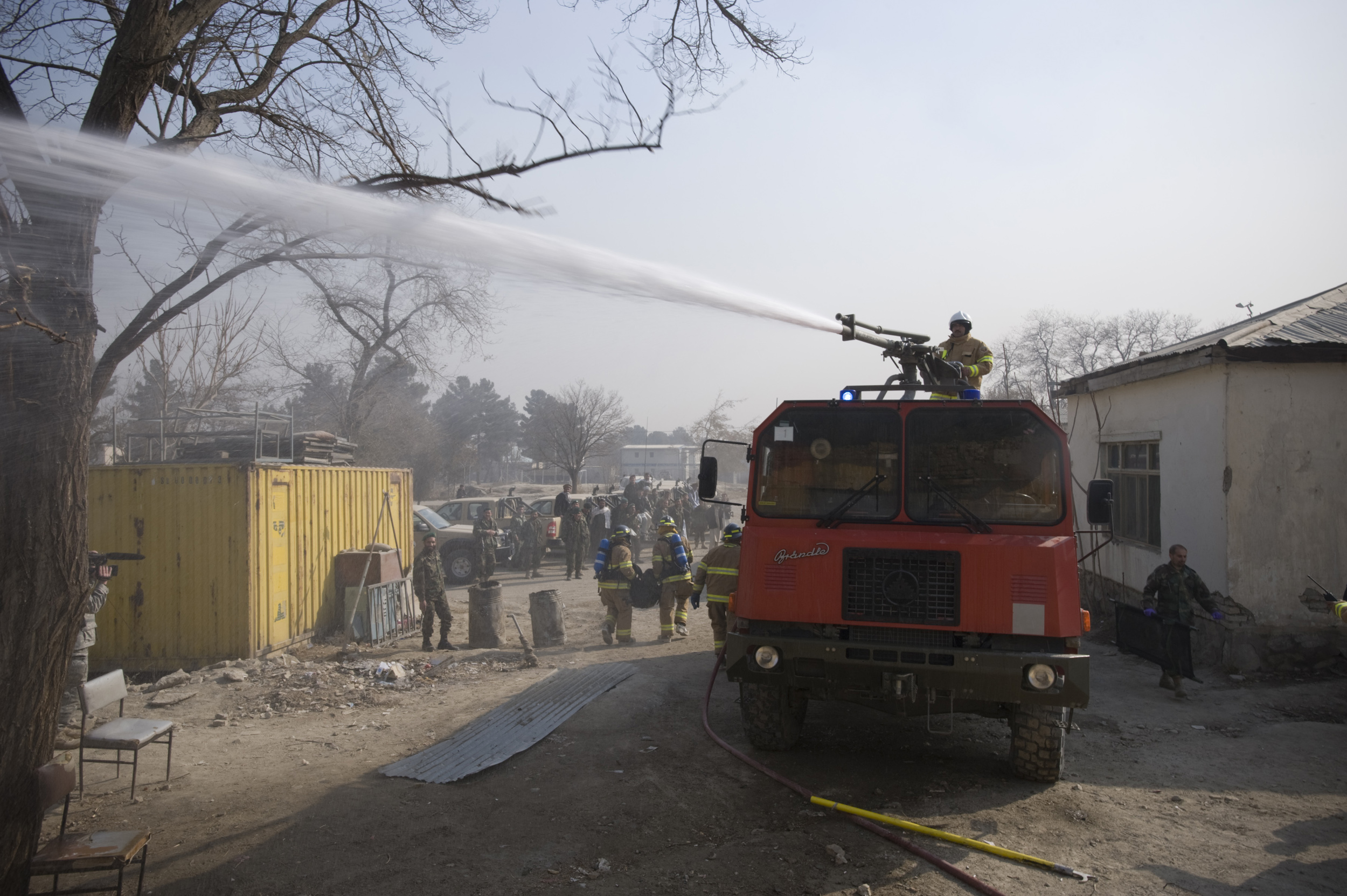
Camion d'extinction Saurer 6 DM, aujourd'hui en service dans la Force aérienne afghane (2008).

### Remorques
- Remorque à 1 essieu Saurer
  - Transport
  - Groupe électrogène remorque 15 kVA 380/220 V pour radio SE-403

## Véhicules en service au sein de services du feu
- Saurer véhicule de pompier de 1909[106]
- Saurer tonne-pompe de 1927 (Romanshorn)
- Saurer véhicule transport personnel et échelle de 1928 (Arbon)
- Saurer 4B: tonne-pompe de 1929 (Herzogenbuchsee, aérodrome de Zurich)
- Saurer 4BL: tonne-pompe (Wil)[107]
- Type C: tonne-pompe (Rorschach), tranport (Berne)
  -  ?: (Gossau 1954)
  - échelle (Spreitenbach 1956, Zurich), tonne-pompe (Zurich)
  - 4C Diesel: tonne-pompe (Zurich)
  - S4C: échelle (Bâle)
  - N4C: échelle (Ardon 1941)
- Type D: (Emmen)
  - Saurer fourgon: (Bâle puis Neuchâtel dès 1958)
  - Saurer 2DM: camion de pompier (Saint-Gall 1963, GVZ Gebäudeversicherung Kanton Zürich), pompe-tonne (TLF Tanklöschfahrzeug) (Baden, Sargans, Wetzikon[108]), échelle/Autodrehleiter (Einsiedeln, Herisau 1971 - 2004[109], Saint-Gall 1965, Spreitenbach)
  - Saurer 4DM: pionnier (Wetzikon[110])
- Saurer 5DFS: semi-remorque canon grande puissance mousse (Firmenich à Genève 1968)
- Saurer ?: transport (Glaris 1968)
- Saurer ?: Löschfahrzeug (pompiers d'entreprise de Saurer)
- Saurer 5DF: échelle avec nacelle (Muri BE 1972)
- Saurer D230: tonne-pompe TLF, (Affoltern am Albis, Arosa (1982))[111]
- Saurer D290B: tonne-pompe (Amriswil)
- Saurer D330B
  - 4x4: tonne-pompe (Baden),
  - 6x4: Tanklöschfahrzeug Rosenbauer TLF-F (1976) et camion benne 4x8 (GVZ Gebäudeversicherung Kanton Zürich), plateforme avec grue (Bâle)
- Saurer 6DM: camion de pompier Löschfahrzeug (GVZ Gebäudeversicherung Kanton Zürich), extinction 16 tonnes de réserve d'eau (1800 l), de mousse (200 l) et de poudre (500 kg) (utilisé par les pompiers de l'aéroport de Sion, utilisé avec une remorque de réserve d'eau (15 tonnes) de 12000 (canon à eau/mousse), mise en service en 1985)[112].

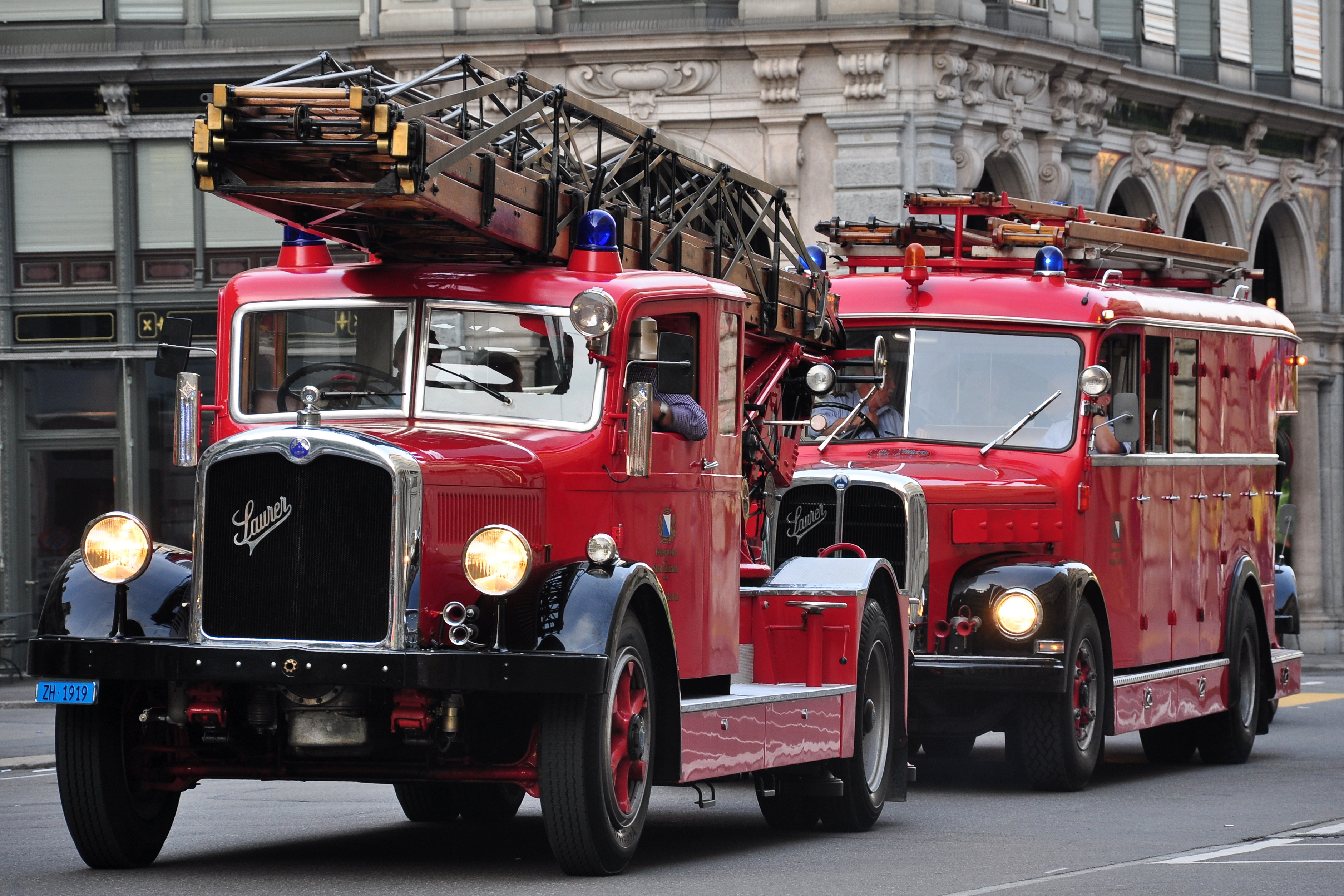
Deux Saurer des pompiers d'Orlikon, une grande échelle et un tonne-pompe.
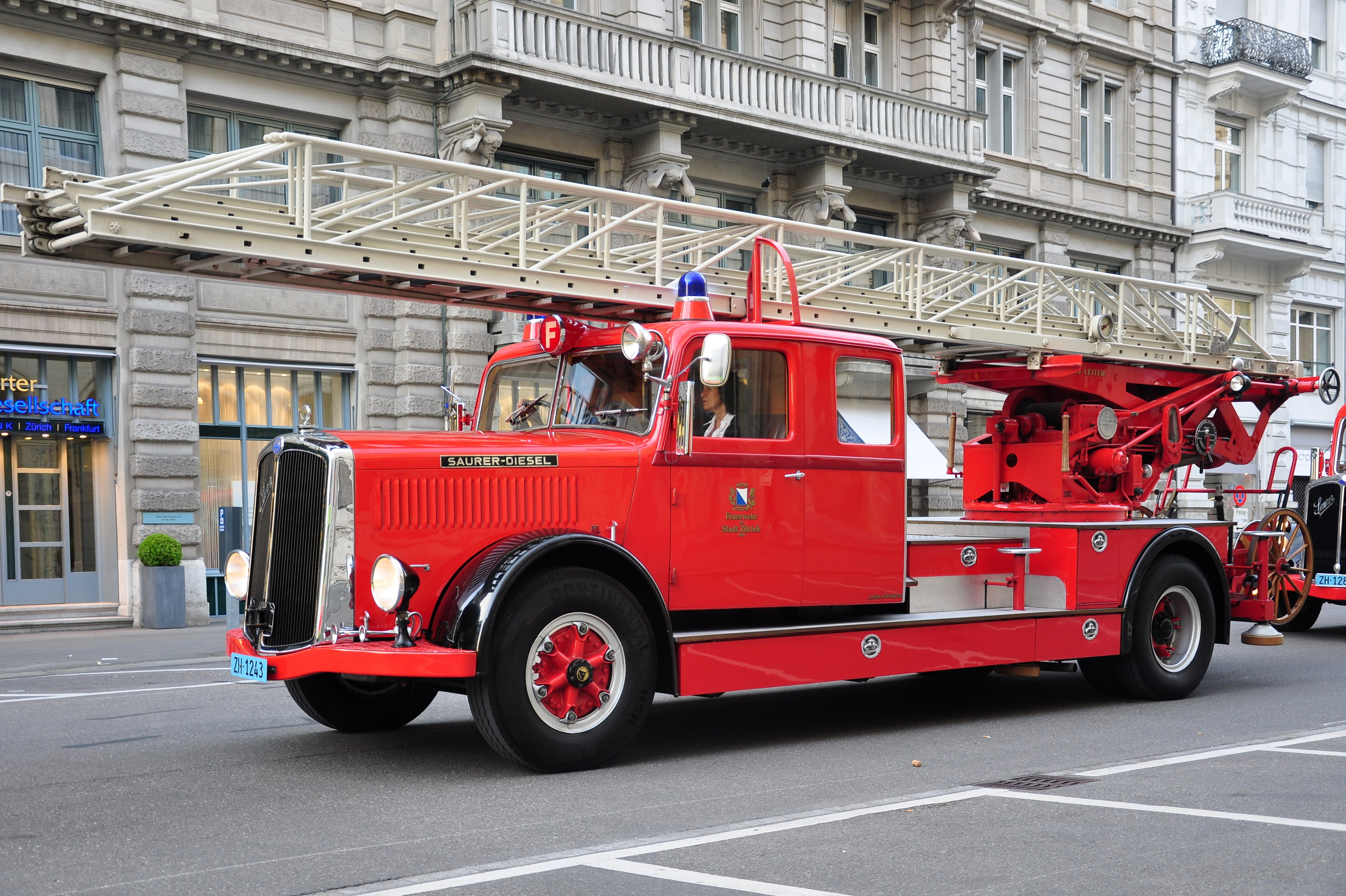
Saurer 4C avec grande échelle de 30 m, châssis Magirus et structure de Carrosserie "Bau Gebr. Tüscher & Co", en service au sein des pompiers de Zurich de 1939 à 1972 (2011).
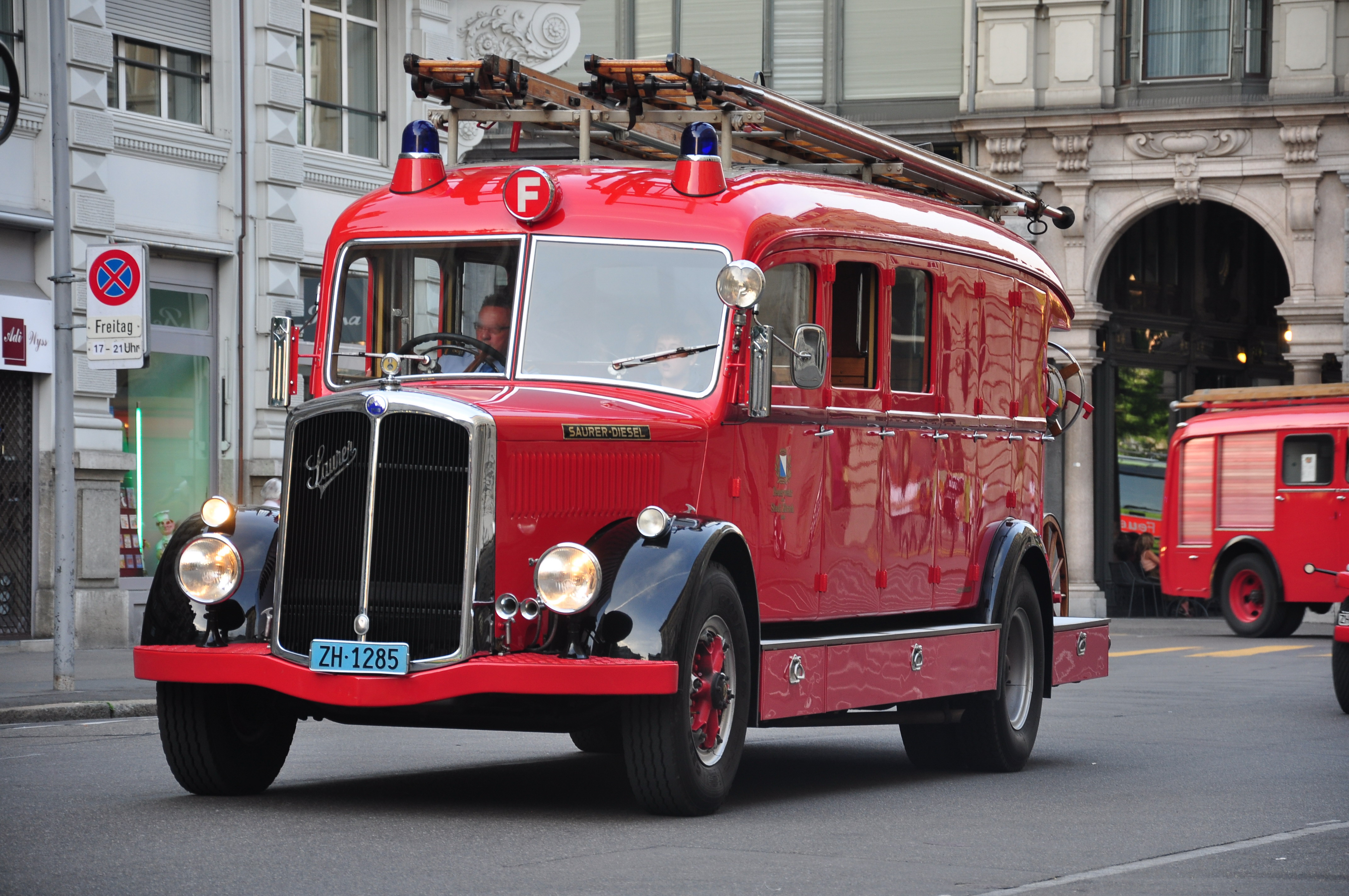
Saurer 4C Diesel, fourgon pompe-tonne, construit en 1939, en service jusqu'en 1972.

## Moteur
Moteur
- AM-I (1903-1920) Cylindrée (3406 cm³) 88x140x4[114]
- AM-II (1903-1920) Cylindrée (6082 cm³) 110x160x4
- AM-III (1903-1920) Cylindrée (5702 cm³) 110x150x4
- AM-IV (1903-1920) Cylindrée (9557 cm³) 130x180x4
- AM-V (1903-1920) Cylindrée (cm³) 120x?x4
- BH (1926-1934) Cylindrée (4712 cm³) 100x150x4[115]
- BR (1929-1933) Cylindrée (4084 cm³) 100x130x4
- BN (1928-1937) Cylindrée (6126 cm³) 100x130x6
- BL (1928-1939) Cylindrée (8553 cm³) 110x150x6
- BLD (1928-1944) Cylindrée (8553 cm³) 110x150x6[116]
- BRD (1930) Cylindrée (4084 cm³) 100x130x4[117]
- BRD (1930-1936) Cylindrée (4502 cm³) 105x130x4
- BOD (1933-1943) Cylindrée (4712 cm³) 110x150x4
- BND (1936) Cylindrée (6499 cm³) 103x130x6
- BUD (1932-1943) Cylindrée (11536 cm³) 120x170x6
- BXD (1932) Cylindrée (14335 cm³) 130x180x6
- BXDL (1930) Cylindrée (14335 cm³) 130x180x6
- BXDSL (?) Cylindrée (15231 cm³) 134x180x6[118]
- BZD (1935) Cylindrée (28670 cm³) 130x180x12
- BZD (1935) Cylindrée (30461 cm³) 134x180x12
- BZDL (?) Cylindrée (28670 cm³) 130x180x12
- ADD (1930) Cylindrée (6842 cm³) 110x180x4[119]
- CRD (1935) Cylindrée (4502 cm³) 105x130x4[120]
- CTD (1935) Cylindrée (6754 cm³) 105x130x6
- PD (1936) Cylindrée (3619 cm³) 80x120x6[121],[122]
- CT1D (1937) Cylindrée (7983 cm³) 110x140x6
- CT2D (1951) Cylindrée (8725 cm³) 115x140x6
- CT2DL (1951) Cylindrée (8725 cm³) 115x140x6
- CT2DLm (1953) Cylindrée (8725 cm³) 115x140x6
- DG-P (1965) Cylindrée (10308 cm³) 125x140x6[123]

## Culture populaire
Dans la bande dessinée L'Affaire Tournesol, Tintin et le capitaine Haddock empruntent un bus Saurer 3C-H de Swissair. Un modèle réduit de ce bus, avec les héros de la BD, a été produit.

## Production
- Production de Saurer (en nombre de véhicules) de 1903 a 1966[124]
- 634 véhicules ont été produits de 1903 à 1910
- 60 véhicules ont été produits 1907[125]
- Environ 100 véhicules ont été produits 1909
- Environ 200 véhicules ont été produits 1910
- De 1903 à 1912, 96 voitures de tourisme et plus de 2000 camions ont été produits[126]
- Production de véhicules en 1918 env. 1346 unités
- Véhicules en Swisse de Saurer (1918), Voitures 54 et 261 Camions[127]
- Production de véhicules de 1919 à 1923 autour de 484 unités[128]
- 600 véhicules diesel de Saurer (1931)[129]
- 4700 véhicules diesel de Saurer (1934)[130]
- Production de véhicules en 1980 ; 964 unités[131]
- Production de véhicules en 1981 ; 860 unités

| Année     | Type                      | Camions | Autobus | Total  |
| --------- | ------------------------- | ------- | ------- | ------ |
| 1903-1919 | 2,5 t; 3-5t; Chaîne,      | 2 546   |         | 2 546  |
| 1904-1911 | Voiture de tourisme       |         | 96      | 96     |
| 1908-1920 | Cardan,                   | 1 988   |         | 1 988  |
| Somme     | Total des types de points |         |         | 4 630  |
| 1915-1928 | Type 2A                   | 300     |         | 300    |
| 1915-1928 | Type 3A                   | 580     |         | 580    |
| 1915-1928 | Type 4A                   | 200     |         | 200    |
| 1915-1928 | Type 5A                   | 1 600   |         | 1 600  |
| Somme     | Total des types A Chassis |         |         | 2 680  |
| 1924-1933 | Type 2BH                  | 455     |         | 455    |
| 1925-1929 | Type 3BH / 3BHP           | 480     |         | 480    |
| 1928-1930 | Type 2B                   | 200     |         | 200    |
| 1928-1933 | Type 2BP                  | 180     |         | 180    |
| 1928-1934 | Type 3B                   | 315     |         | 315    |
| 1928-1935 | Type 3BP                  | 325     |         | 325    |
| 1930-1931 | Type 3BP 6 roues          | 30      |         | 30     |
| 1928      | Type 4B                   | 50      |         | 50     |
| 1928-1929 | Type 4B/5B                | 200     |         | 200    |
| 1928-1931 | Type 4BP                  | 130     |         | 130    |
| 1927-1929 | Type 4BPO                 | 110     |         | 130    |
| 1927-1929 | Type 6B                   | 255     |         | 255    |
| Somme     | Total des types B Chassis |         |         | 2 730  |
| 1934-1946 | Type LC                   | 750     |         | 750    |
| 1934-1958 | Type 1C                   | 1380    |         | 1 380  |
| 1936-1961 | Type 2C / S2C             | 3 325   |         | 3 325  |
| 1936-1961 | Type 3C / L4C             | 1 440   |         | 1 440  |
| 1935-1952 | Type 4C / N4C             | 1 384   |         | 1 384  |
| 1939-1959 | Type 5C / S4C             | 3 360   |         | 3 360  |
| 1939-1952 | Type 6C                   | 122     |         | 122    |
| Somme     | Total des types C Chassis | 11 761  |         | 11 761 |
| 1936-1953 | Type 4CP / 4ZP            |         | 340     | 340    |
| 1952-1960 | Type 2H / V2H             |         | 260     | 260    |
| 1950-1952 | Type 3H / 3HR             |         | 10      | 10     |
| 1950      | Type 4H                   |         | 14      | 14     |
| 1952-1955 | Type 4HK                  |         | 95      | 95     |
| 1952-1953 | Type 6H                   |         | 9       | 9      |
| 1954-1957 | Type 5HP                  |         | 45      | 45     |
| 1955-1966 | Type 4T                   |         | 133     | 133    |
| 1962      | Type 4GTP                 |         | 140     | 140    |
| Somme     | Total des types Omnibus   |         |         | 946    |
| 1937-1959 | Type 2M                   | 1       |         | 1      |
| 1937-1959 | Type 4M                   | 8       |         | 8      |
| 1937-1959 | Type 6M                   | 461     |         | 461    |
| 1937-1959 | Type 6ML                  | 2       |         | 2      |
| 1937-1959 | Type 8M                   | 79      |         | 79     |
| 1937-1959 | Type 4MH                  | 446     |         | 446    |
| 1937-1959 | Type 2CM                  | 471     |         | 471    |
| 1937-1959 | Type 4CM                  | 691     |         | 691    |
| 1937-1959 | Type 5CM                  | 127     |         | 127    |
| 1937-1959 | Type 6CM                  | 2       |         | 2      |
| Somme     | Total des types M / CM    |         |         | 2 288  |
| 1953-1974 | Type D Chassis            | 11 326  |         | 11 326 |
| 1975-1983 | Type D Chassis            | 7 500   |         | 7 500  |
| 1983-1986 | Type 6DM                  | 800     |         | 800    |
| 1983-1986 | Type 10DM                 | 300     |         | 300    |
| Somme     | Total des types D Chassis |         |         | 19 926 |
| Somme     | Tous les Saurer           |         |         | 44 961 |